# Rote Insel

Lage der Roten Insel innerhalb Schönebergs

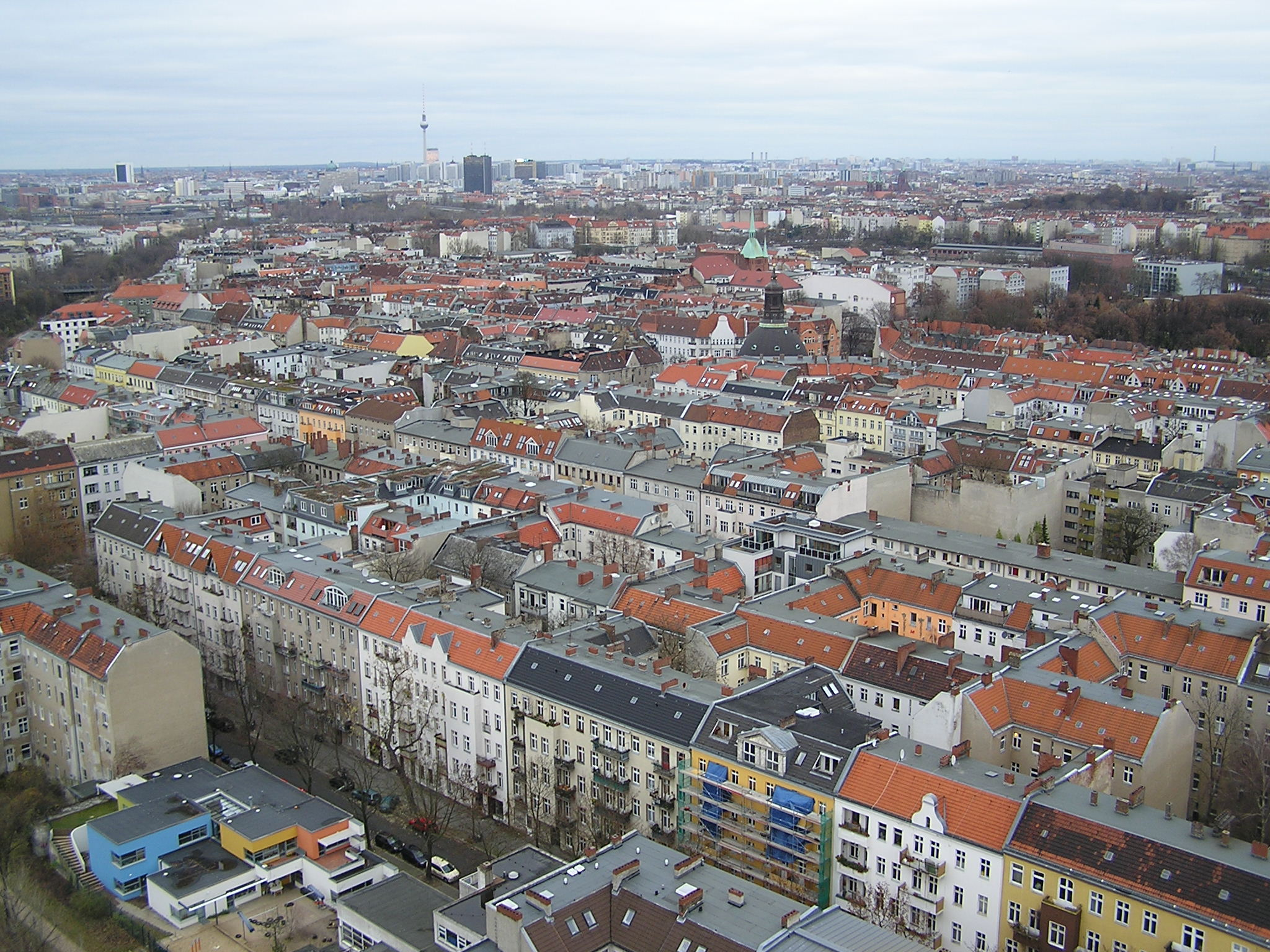
Häusermeer der Roten Insel –
Blick vom Gasometer über die Cheruskerstraße Richtung Nordosten

Die Rote Insel, auch Schöneberger Insel genannt, ist eine Ortslage im Berliner Ortsteil Schöneberg. Sie gehört seit der Bezirksreform von 2001 zum siebten Berliner Bezirk Tempelhof-Schöneberg, stellt aber selbst keine offizielle administrative Einheit dar.
Das Viertel hat sich aus seiner Insellage zwischen verschiedenen Bahngleisen herausgebildet und wies traditionell eine „rote“ – also eine eher politisch linke – Orientierung seiner Bevölkerung auf. Baugeschichtliche Bedeutung haben die Königin-Luise-Gedächtniskirche von 1912 und der markante Schöneberger Gasometer – das Industriedenkmal überragt als architektonische Landmarke die gesamte Rote Insel.

## Lage

### Geografisch

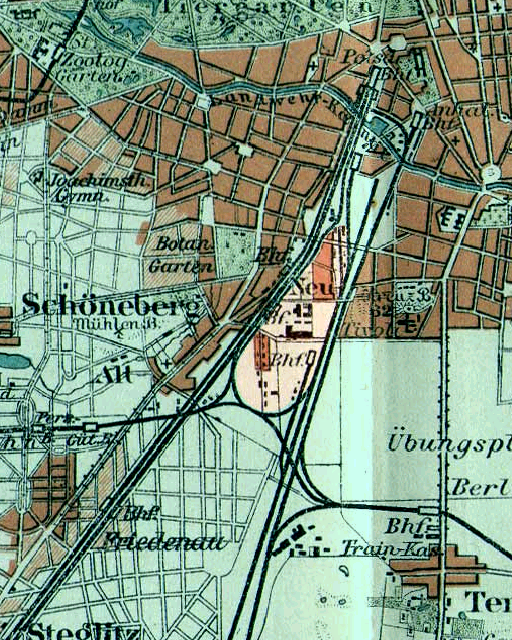
Rote Insel 1894: In Nord-Süd-Richtung führt die damalige Sedanstraße zur Kolonnenstraße.

Die Rote Insel liegt auf dem Teltow-Höhenzug südlich des Warschau-Berliner Urstromtales. Die Koordinaten sind 52° 29′ N, 13° 22′ O (zentriert auf die Königin-Luise-Gedächtniskirche auf dem Gustav-Müller-Platz). Die Postleitzahl des Wohngebiets ist 10829.

### Im Stadtbild des heutigen Berlin
Das Viertel liegt am südlichen Rand der Innenstadt innerhalb eines markanten spitzwinkligen Dreiecks, dessen Seiten von den Gleisen der Wannseebahn im Westen, der Dresdener bzw. Anhalter Bahn im Osten und der Ringbahn im Süden gebildet werden. Die Eckpunkte sind die Bahnhöfe der Berliner S-Bahn: Schöneberg, Südkreuz und Yorckstraße. Letztere Bezeichnung tragen zwei verschiedene, aber nur rund 300 Meter voneinander entfernt liegende Bahnhöfe, von denen derjenige mit dem Zusatz Großgörschenstraße an der Wannseebahn liegt.
Im Westen grenzt der ehemalige Ortskern von Schöneberg an die Rote Insel (Richard-von-Weizsäcker-Platz und Hauptstraße – die ehemalige Dorfaue). Im Nordosten schließt sich der Ortsteil Kreuzberg an, östlich und südöstlich Wohngebiete, die teilweise bereits zum Ortsteil Tempelhof gehören.
Über die eigentliche Insel-Lage zwischen den Bahngleisen hinaus werden mitunter auch die angrenzenden Straßenzüge in Schöneberg und Kreuzberg noch zur Roten Insel gezählt. So nennt sich beispielsweise die in der Feurigstraße gelegene Geschäftsstelle der Partei Die Linke als Geschäftsstelle Rote Insel. Auch die am nördlichen Zipfel der Insel angrenzenden Straßenzüge rund um den Bahnhof Yorckstraße zählen sich selbst zur Roten Insel, obwohl sie geografisch außerhalb dieses Gebietes liegen. Ein Beispiel ist das besetzte Haus in der Mansteinstraße, deren Bewohner den Mythos der Roten Insel bis heute mit Graffiti-Aktionen, Partys und politischen Veranstaltungen pflegen (Stand?).

### Zentraler Insel-Kiez
Zwei Straßen durchqueren die Rote Insel als Hauptachsen in west-östlicher Richtung: die (kleinere) Monumenten- und die Kolonnenstraße, die bis in die 1980er Jahre hinein die Haupteinkaufsstraße der Ortslage war. Die Straßenzüge südlich der Kolonnenstraße und westlich der Naumannstraße bilden traditionell den eigentlichen Kern des Kiezes. Diese fünf parallel und in Nord-Süd-Richtung angelegten Straßen sind (von West nach Ost) die Cherusker-, Goten-, Leber-, Gustav-Müller- und die Naumannstraße. Diese werden nur von kleineren Straßen gequert, der Leuthener und der Torgauer Straße sowie der nur wenige Meter langen Roßbachstraße.
Heute ist nicht mehr ohne Weiteres erkennbar, dass die außerhalb dieses Kerns gelegenen Straßen bis zum Ende des Zweiten Weltkriegs nur begrenzt als der Insel zugehörig empfunden wurden. Jedoch waren die – wie völlig normale Gründerzeit-Wohnhäuser wirkenden – Gebäude, wie die beispielsweise in der Czeminskistraße (früher: Siegfriedstraße) oder der Hohenfriedbergstraße, vielfach Sitz kleiner Büros militärischer oder sonstiger staatlicher Dienststellen bzw. Unterkünfte für Militärangehörige. Die eigentliche Wohnbevölkerung der nördlichen Insel war daher lange Zeit eher gering, stark fluktuierend und recht inkohärent; es gab keine Grundlage für die Entstehung des kiezigen sozialen Geflechts, das den südlichen Teil schon früh prägte.

### Nordzipfel
Der in der nördlichen Dreieckspitze gelegene Alte St. Matthäus-Kirchhof verdeutlicht mit seinem sanft zum Berliner Urstromtal, also zum Spreetal abfallenden Gelände die geologische Lage der Roten Insel auf der Hochfläche des Teltow. Der Kirchhof liegt als Inselausläufer am Teltowhang, der sich – wie die nebenstehende Karte von 1875 noch gut erkennen lässt – nach Osten im Kreuzberg und in der Hasenheide fortsetzt. In diesem Wohngebiet im Tal (unterhalb der Teltow-Hochfläche, um die Katzlerstraße), das von der übrigen Insel durch den Friedhof einerseits und das Kasernengelände des III. Eisenbahnpionierregiments andererseits getrennt ist, wohnte nach der Errichtung ab 1890 auch August Bebel. Sein Wohnhaus in der Großgörschenstraße steht allerdings nicht mehr. Heute befindet sich dort ein kleiner Spielplatz.

## Topografie

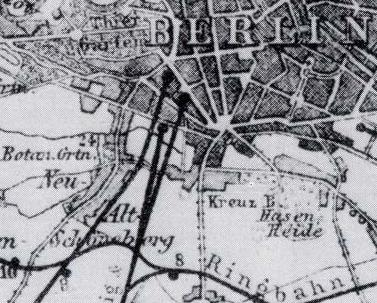
Auf dieser Karte von 1877 noch unbebautes Gebiet der Roten Insel im Dreieck zwischen den Bahngleisen im Schriftzug „Alt“

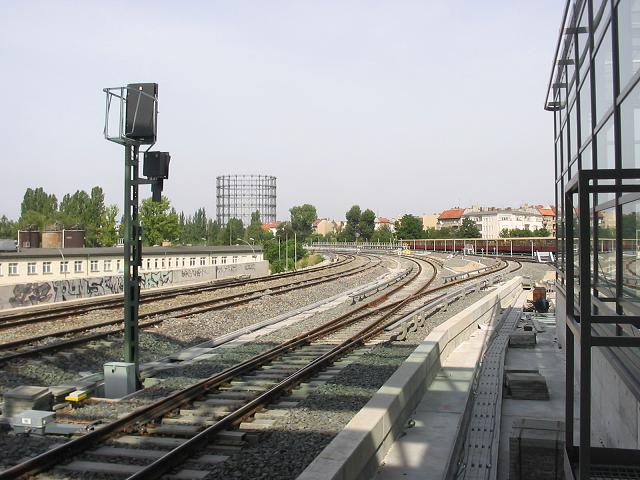
Gleise begrenzen die Rote Insel:
Blick vom neuen S-Bahnhof Südkreuz (ehemals Papestraße)

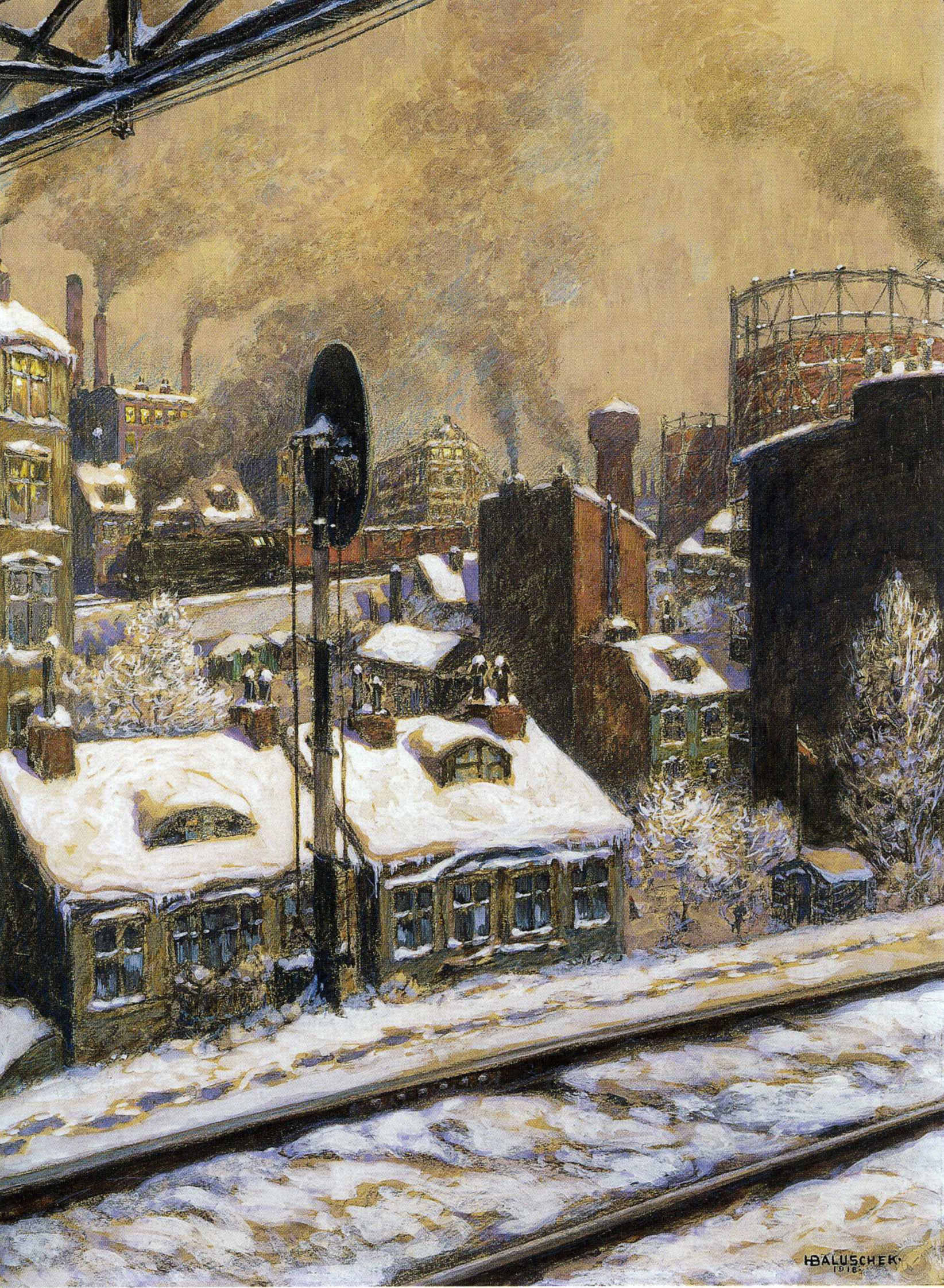
Hans Baluschek: Tiefer Schnee (1918)
Das Gemälde zeigt den südwestlichen Teil der Insel, an dem Ring- und Wannseebahn aufeinandertreffen.

Die Bahnstrecken, die das Inseldreieck bilden, sind auf der historischen Karte von 1877 bereits fast vollständig eingezeichnet. Das Gebiet der Insel selbst – genau im Schriftzug Alt von „Alt-Schöneberg“ gelegen – war zu dieser Zeit noch unbebaut. Schöneberg, das während des 19. Jahrhunderts eine rasante Entwicklung von einer dörflichen Landgemeinde zur selbstständigen Stadt erlebte, bietet ein besonders anschauliches Beispiel für ein in ganz Europa erkennbares Phänomen in der Siedlungsgeschichte des Industriezeitalters.
Vom alten Schöneberger Ortskern aus wurden um 1900 zwei sehr unterschiedliche Wohngebiete erschlossen: das noble Bayerische Viertel mit seinen weitläufigen Erholungseinrichtungen wie dem angrenzenden Rudolph-Wilde-Park im Westen, im Osten aber, zwischen Bauernhöfen, Fabriken und den „beiden Eisenbahnen […] mit ihrem ununterbrochenen Getöse und die Luft verpestenden Kohlendunst“ (so Max Schasler 1868), das zukünftige Arbeiterviertel Schönebergs. Das angeführte Zitat deutet an, warum in den aufstrebenden Industriestädten Europas die Wohngebiete der einfachen Leute fast immer im Osten zu liegen kamen: In Europa ist die vorherrschende Windrichtung Westen und in den Abgasschwaden und dem Lärm der boomenden Städte siedelte sich vorzugsweise die Bevölkerungsschicht an, die sich nichts Besseres oder Gesünderes leisten konnte.

## Zur Herkunft des Namens

### Insel
Die geschilderte Lage des Kiezes – „von Trassen umschlossen“ – hat in seiner Entwicklung sowohl in historischer wie soziologischer Hinsicht eine bedeutende Rolle gespielt. Zu Beginn der koordinierten Bebauungsmaßnahmen um 1870–1890 in diesem Teil der damals noch selbstständigen Stadt Schöneberg wirkten die bereits im zweiten Drittel des 19. Jahrhunderts angelegten Eisenbahnstrecken unplanmäßig eher als Hindernis für die Erschließung.
Erst in der späten Kaiserzeit zwischen der Wende zum 20. Jahrhundert und dem Ersten Weltkrieg verbesserte sich die Verkehrsanbindung nach Alt-Schöneberg und Berlin. Das lag zum einen am rasanten Wachstum der Hauptstadt in das Umland hinein, zum anderen daran, dass der nördliche und östliche Teil der Insel intensiv durch das preußische Militär genutzt wurden.
Insgesamt vier Brücken verbinden seit dem frühen 20. Jahrhundert die Rote Insel mit der Stadt: Julius-Leber-Brücke (früher: Sedan-Brücke) und Langenscheidtbrücke (früher: Siegfried-Brücke) nach Westen und damit Alt- und Neu-Schöneberg sowie Monumenten- und Kolonnenbrücke nach Osten in Richtung Kreuzberg bzw. Tempelhof.
Im Jahr 1901 wurde in Höhe der heutigen Julius-Leber-Brücke unter dem Namen Schöneberg ein Bahnhof an der Südringspitzkehre vom Potsdamer Bahnhof zur Ringbahn errichtet, der ein kleines Bahnhofsgebäude mit einem charakteristischen Türmchen besaß. Die Züge auf der Stammbahn bzw. der Wannseebahn hielten dort nicht. Er war der erste Bahnhof, der den Namen Schöneberg trug. Mit der Umbenennung des Bahnhofs Ebersstraße an der Kreuzung von Ring- und Wannseebahn zu Berlin-Schöneberg wurde er in Kolonnenstraße umbenannt. Der Bahnhof wurde bis 1944 betrieben und nach dem Krieg nicht wieder in Betrieb genommen. Das Gebäude wurde nach dem Zweiten Weltkrieg abgerissen.  Seit 1985 gab es Pläne für eine S-Bahn-Station an der Wannseebahn in diesem Bereich, die aber erst 2008 verwirklicht wurden. Am 2. Mai 2008 wurde der neue S-Bahnhof Julius-Leber-Brücke mit zwei Außenbahnsteigen in Betrieb genommen. Langfristig wird ein Wiederaufbau der Verbindung zur Ringbahn in der letzten Ausbaustufe des Projektes S21 überlegt, an der in diesem Bereich ebenfalls ein Halt eingerichtet werden soll.
Ursprünglich gab es auf der Insel zwei Straßenbahnlinien (25, später umbenannt in 2), deren Betrieb in den 1960er Jahren eingestellt wurde. Die heutigen Omnibuslinien 104 (ehemals: Linie 4), 106 und 204 (früher: 23) folgen auf der Insel weitgehend demselben Verlauf wie die ehemaligen Tramlinien.
Ferner gab es östlich der heutigen Naumannstraße am südlichen Ast der Kolonnenstraße, direkt an der Dresdener Bahn gelegen, seit der Kaiserzeit den Berliner Militärbahnhof (1874/1875 fertiggestellt). Dieser hatte für die Bevölkerung der Insel kaum eine Bedeutung, obwohl er 1888 auch für den öffentlichen Verkehr freigegeben wurde. Von historischem Interesse ist er, weil hier die Militäreisenbahn in Richtung Zossen, Sperenberg und Jüterbog zu den Truppenübungsplätzen und der Heeresversuchsanstalt begann. Preußen hatte nach dem Preußisch-Österreichischen Krieg 1866 die Bedeutung der Eisenbahn für die Truppenbewegung und den Nachschub erkannt und deshalb eigene Eisenbahnregimenter aufgestellt, die im Betrieb und im Aufbau der Strecken und Brücken ausgebildet werden sollten. Von hier ging im Ersten Weltkrieg ein Teil der Truppentransporte aus der Hauptstadt ab, aufgrund der relativ kleinen Kapazitäten des Schöneberger Militärbahnhofs waren aber auch die anderen Berliner Bahnhöfe beteiligt. Die Ruine des Bahnhofsgebäudes wurde 1955 abgerissen.

### Rot
Die folgende Anekdote trägt zwar Züge eines Großstadtmythos, aber gibt eine Erklärung, warum die Insel mit dem Attribut rot belegt wurde:

„Als im Jahre 1878 – die SPD war zu dieser Zeit durch das Sozialistengesetz verboten – Kaiser Wilhelm I. nach zwei Attentaten von einer mehrmonatigen Kur nach Berlin zurückkam und die Stadt im „Hurra-Patriotismus“ und einem schwarz-weiß-roten Fahnenmeer versank, hatte der Schöneberger Bierverleger Bäcker aus der Sedanstraße [Anm.: Name der heutigen Leberstraße bis 1937] die rote Fahne aus dem Fenster gehängt. Für diese unerhörte Tat wurde er des Landes verwiesen. Das Sedanviertel wurde von da an die Rote Insel genannt.“

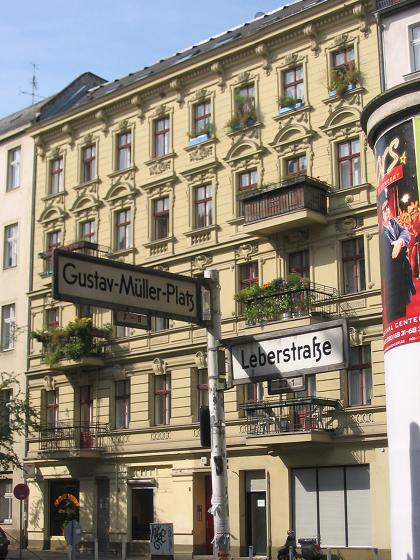
Leberstraße Ecke Gustav-Müller-Platz

Bereits zur Zeit ihrer Entstehung war die Insel ein Wohngebiet der kleinen Leute. Nach der Abschaffung des Sozialistengesetzes (1890) konnte die SPD in diesem Teil Schönebergs ungewöhnlich hohe Stimmenanteile erzielen. Die Bevölkerung der Insel musste im Gefolge der Inflation nach dem Ersten Weltkrieg einen weiteren spürbaren sozialen Abstieg hinnehmen. In den Jahren der Weimarer Republik gab es hier deshalb einen hohen Anteil von Wählern „roter“ (SPD, USPD, KPD), sowie – durch die Offiziersfamilien des Eisenbahnregiments bedingt – deutsch-nationaler Parteien.
Bei der Niederschlagung des Kapp-Putsches von 1920, in dessen Verlauf sich dramatische Ereignisse um das alte Schöneberger Rathaus am damaligen Kaiser-Wilhelm-Platz abspielten, kam der links-orientierten Bevölkerung der Roten Insel eine wichtige Rolle zu. Eine Gedenktafel am Standort des Alten Rathauses erinnert heute an die Opfer.
Im gleichen Jahr wurde die Insel, wie ganz Schöneberg, nach Groß-Berlin eingemeindet. Im Vergleich zu den großen Arbeitervierteln der Hauptstadt wie dem „Roten Wedding“, Neukölln oder Friedrichshain nahm sich das noblere und immer noch vorstädtisch geprägte Schöneberg freilich eher bescheiden aus. Dennoch wagte sich bis zum Ende der Weimarer Republik die SA nur schwer bewaffnet, überfallartig und in großen Trupps auf das von Sympathisanten linker Parteien dominierte Gebiet der Insel.

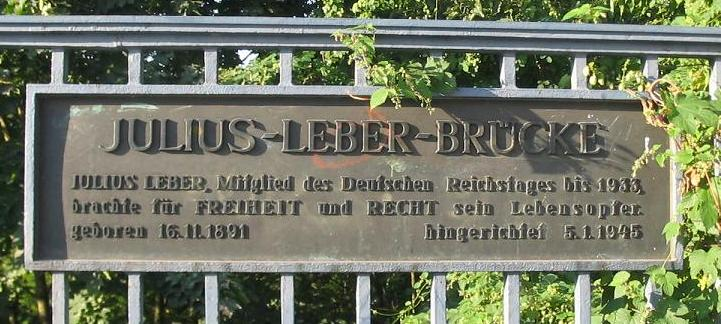
Gedenktafel an der Julius-Leber-Brücke

Julius Leber, einer der führenden politischen Köpfe der Widerstandskämpfer des Attentates vom 20. Juli 1944, arbeitete während der Kriegsjahre getarnt in einer Kohlenhandlung an der Torgauer Straße (gegenüber der Einmündung der Gotenstraße). Die ehemalige Sedanstraße und -brücke sind heute nach ihm benannt.
Seit Beginn der 1980er Jahre hat sich das Wahlverhalten der Inselbewohner insofern verändert, als die Grünen im Kiez Wahlanteile von oft weit über 20 Prozent erzielen.

### Andere Benennungen des Viertels
Die Sedanstraße war in der auf die Reichsgründung 1871 folgenden Boomperiode die erste Straße auf der Insel, die planmäßig erschlossen, angelegt, bebaut und besiedelt wurde. Aufgrund dieses Primats sprach man bis etwa zum Zweiten Weltkrieg vom Sedanviertel. Die Sedanstraße wurde auf Weisung der NSDAP 1937 in Franz-Kopp-Straße umbenannt – nach einem SA-Mann, der am 30. März 1933 auf dem Gebiet der Roten Insel erschossen worden war. Bei dieser Umbenennung blieb es nur für die wenigen Jahre bis 1945. Seitdem heißt die Straße Leberstraße. Beide Namen hatten jedoch keinen Einfluss auf die Benennung des Viertels.

## Architektur

### Gasometer

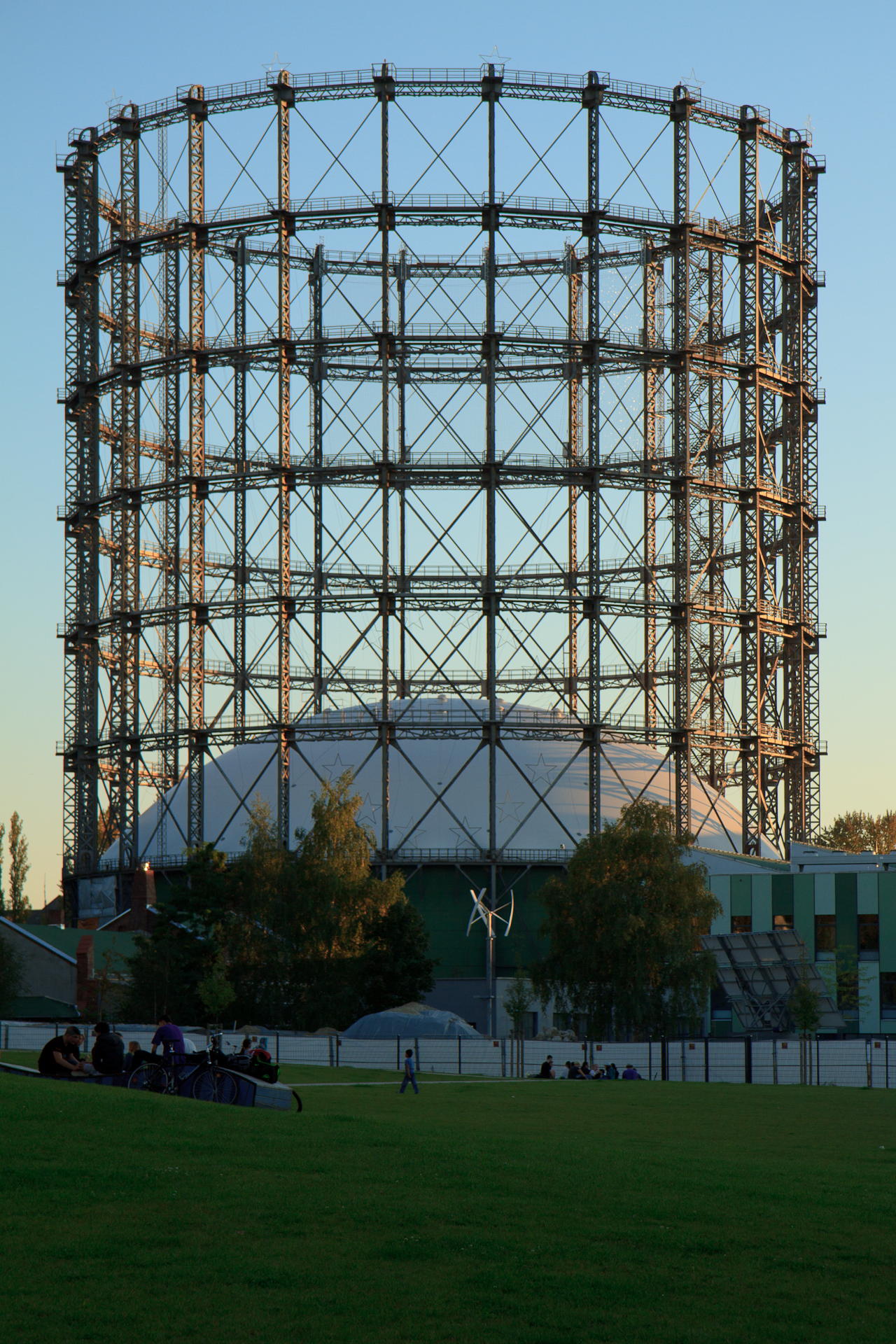
Schöneberger Gasometer – Wahrzeichen der Roten Insel

Die markanteste Landmarke der Roten Insel und ihr architektonisches Wahrzeichen ist der 1910 errichtete Riesengasometer. Er ist über 50 Meter hoch und konnte ursprünglich bis zu 160.000 m³ Stadtgas speichern, das seinerzeit zur Beleuchtung von Straßen und Wohnungen sowie zum Heizen und Kochen genutzt wurde. Die Gasanstalt wurde von der englischen Imperial Continental Gas Association (ICGA) betrieben, aber schon 1916 enteignet. Im Ersten Weltkrieg wollte man dieses kriegswichtige Unternehmen in ausschließlich deutschem Besitz behalten.

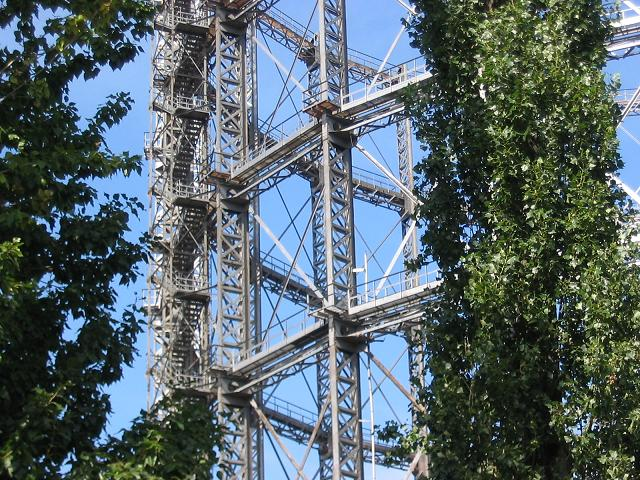
Gasometer-Detail

Bis zu seiner Stilllegung 1993 war der Gasometer den „Rotinsulanern“ eher ein Dorn im Auge, was teilweise verständlich ist, da die riesige Anlage den Anwohnern „Luft und Sonne verdrängte“. Zu katastrophalen Explosionen ist es – entgegen vielen Befürchtungen – in der Betriebszeit des Gasometers nie gekommen. Inwieweit es für Menschen und Umwelt Spätfolgen gibt, die direkt auf die giftigen Abfallprodukte der Gasaufbereitung (z. B. Toluol) zurückzuführen sind, ist derzeit nicht bekannt.
Das Außengestell des Gasometers wurde nach seiner Stilllegung unter Denkmalschutz gestellt, da er ein bedeutendes Stück Industriekultur repräsentiert. Heute markiert die kilometerweit sichtbare Stahlkonstruktion deutlich die Lage der Roten Insel im Berliner Häusermeer. Nachdem Pläne für eine kulturelle Nutzung mangels Nachfrage von Investoren nicht hatten realisiert werden können, verfolgt der Bezirk derzeit eine Umwidmung des Geländes in ein Kerngebiet mit dem Ziel, dort planungsrechtlich einen Ausbau des Gasometers zu einem Bürohochhaus und die dichte Bebauung der Randbereiche des Grundstücks zu ermöglichen.

### Kirchen und öffentliche Gebäude
Die beiden größten Kirchen der Roten Insel sind
- St. Elisabeth (katholisch, 1911 geweiht)
- Königin-Luise-Gedächtniskirche (evangelisch, 1912)

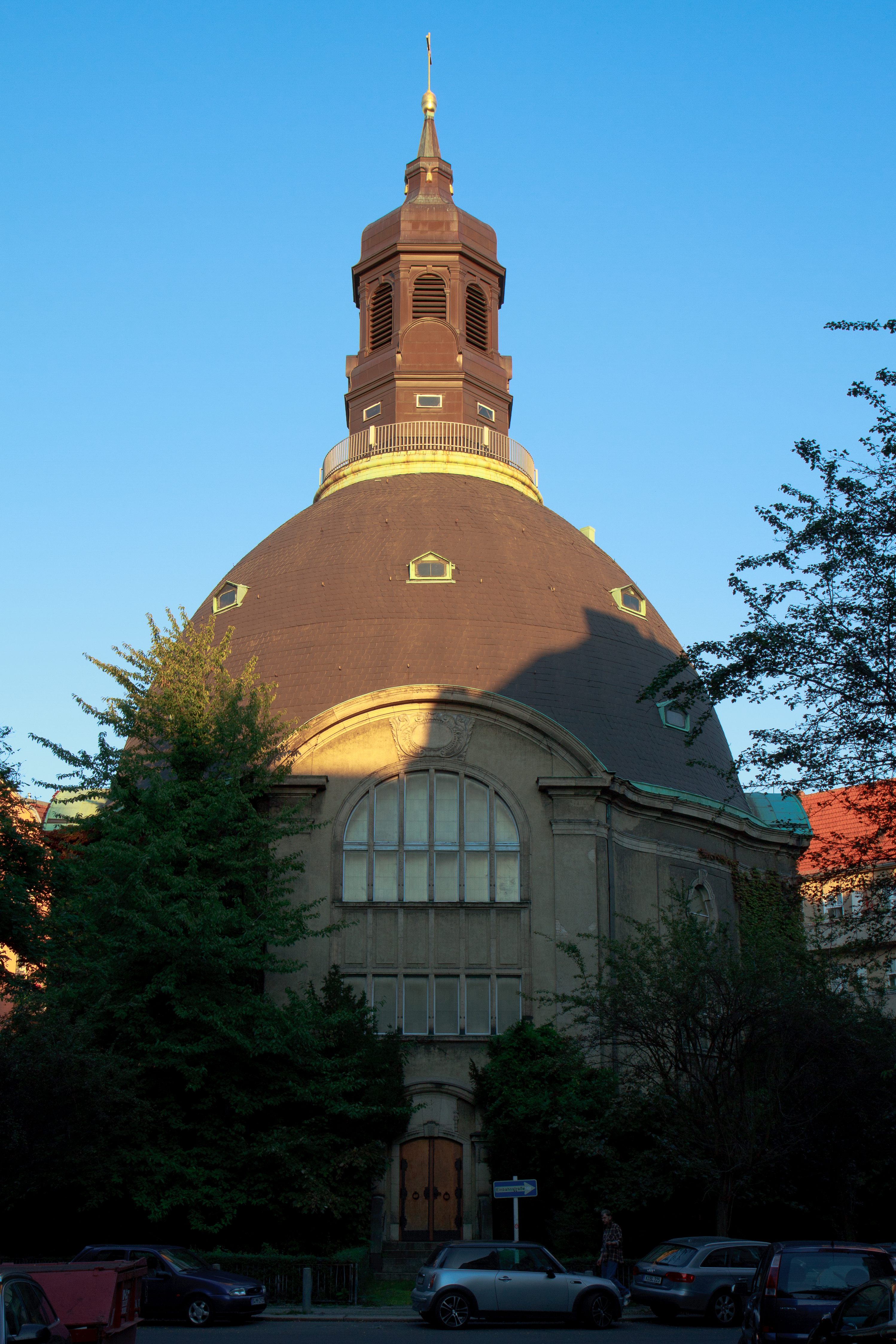
Königin-Luise-Gedächtniskirche

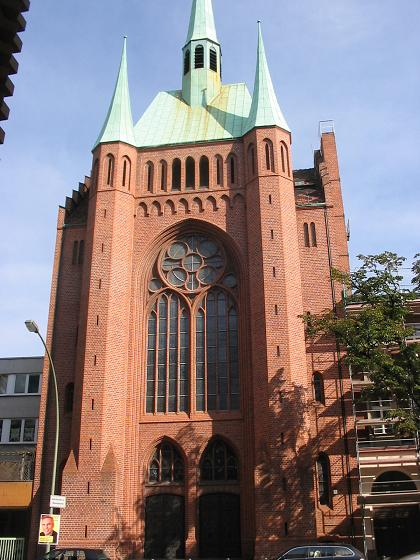
Katholische St.-Elisabeth-Kirche von 1911 in der Kolonnenstraße

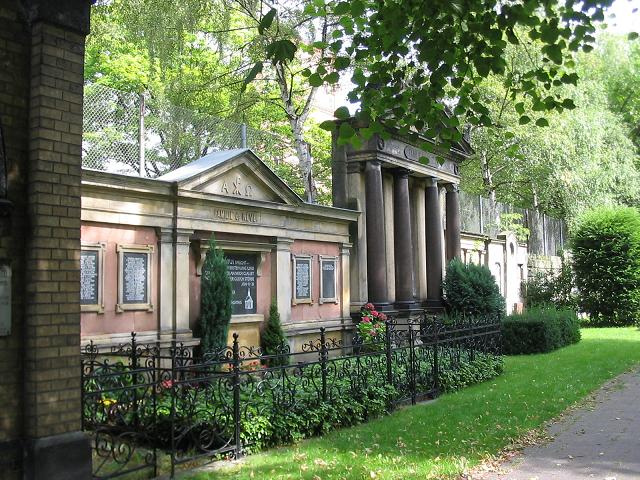
Historischer Zwölf-Apostel-Friedhof

Wie im Berlin der Kaiserzeit üblich, wurde der evangelischen Kirchengemeinde ein vergleichsweise repräsentativer Platz für den Bau einer freistehenden Kirche zuerkannt, in diesem Fall der Gustav-Müller-Platz. Die in Berlin eher seltene Bauform der Saalkirche und die markante Kuppel des Baus geben dem Platz bis heute sein Gepräge.
Die katholische Gemeinde der Insel war zur Zeit der Weihe von St. Elisabeth für Berlin verhältnismäßig groß – mit über 5000 Gläubigen stellte sie annähernd 20 Prozent der Bevölkerung, was wiederum dafür spricht, dass im Kiez viele Zuwanderer aus anderen Teilen Preußens und des Deutschen Reichs lebten. St. Elisabeth steht im Gegensatz zur Königin-Luise-Gedächtniskirche nicht frei, sondern ist in die nördliche Häuserzeile der Kolonnenstraße integriert.
Auf der Insel gibt es zwei kleine historische Friedhöfe: den Zwölf-Apostel- und den bekannteren Alten St.-Matthäus-Kirchhof. Beide gehören nicht zu einer Insel-Gemeinde, der letztere nicht einmal zu einer aus Schöneberg: St. Matthäus befindet sich im südlichen Tiergarten (dem ehemaligen Geheimratsviertel). Ihren Begräbnisplatz hatte die Gemeinde jedoch an der Großgörschenstraße. Hier liegen die Gräber solcher großbürgerlichen Berühmtheiten wie die Brüder Grimm, Rudolf Virchow und Max Bruch.
Wie auf über 40 anderen Berliner Friedhöfen wurden auf dem Zwölf-Apostel-Kirchhof während des Zweiten Weltkrieges Zwangsarbeiter aus der Sowjetunion eingesetzt, die in einem Lager an der Neuköllner Hermannstraße unter menschenunwürdigen Bedingungen interniert waren (→ weitere Infos hier).
Als die Bevölkerung der Insel zu Beginn des 20. Jahrhunderts auf knapp 30.000 Menschen angewachsen war, begannen der preußische Staat und die Stadt Schöneberg die dortige Infrastruktur auszubauen. Auf einem Gelände an der Kolonnenstraße wurden 1894/1895 die IV. und V. Gemeindeschule errichtet. Auf dem straßenseitigen Teil desselben Grundstücks entstanden 1908 die Fichte-Realschule und eine zehnklassige Höhere Mädchenschule. Diese beiden Gebäude sind noch erhalten und beherbergen heute die Robert-Blum-Oberschule.
Viele öffentliche Bauten der Kaiserzeit auf der Insel standen im Zusammenhang mit der hier stationierten Garnison des Ersten Preußischen Eisenbahnbataillons. Neben der eigentlichen Kaserne an der Fiscalischen Straße (1920–1936: Immelmannstraße, heute: Kesselsdorfstraße, benannt nach der Schlacht von Kesselsdorf) gab es zahlreiche der militärischen Infrastruktur dienende Zweckbauten. Diese wurden im Laufe der Jahre nacheinander abgerissen bzw. stark umgebaut. Zum größten Teil auf ehemaligem Kasernengelände befindet sich beispielsweise der 1974 errichtete Neubau der Schwielowsee-Grundschule, die seinerzeit die erste Ganztags-Grundschule in West-Berlin war.
Selbst die heute rein „zivil“ genutzten Wohnhäuser der nördlichen Insel, etwa an der Czeminski-, Brunhild- und Hohenfriedbergstraße, wurden seinerzeit vielfach von der Armee in Beschlag genommen. Hier gab es nicht nur die Büros verschiedener militärischer Dienststellen. Auch die Wohnungen wurden zur Unterbringung von Armeeangehörigen genutzt, da die staatlich verordneten Einquartierungen bei den Hausbesitzern der südlichen Insel äußerst unbeliebt waren.

### Kaiserzeitliche Wohnbebauung

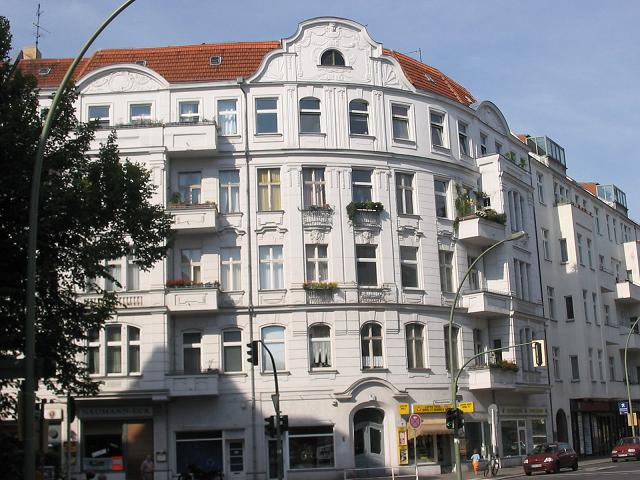
Gutbürgerliche Bebauung an der Naumann-/Ecke Kolonnenstraße

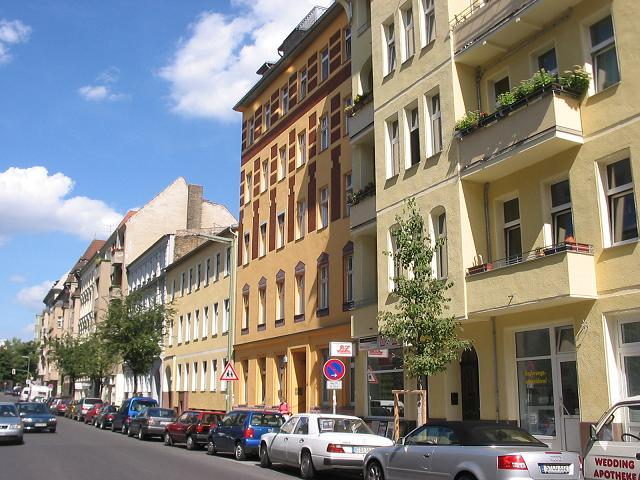
Einfachere Bebauung in der Leberstraße

Diese Bauphase sorgte für den Großteil der Bauten auf der Insel. Der Baustil unterscheidet sich nicht wesentlich von anderen innerstädtischen Berliner Ortsteilen. Es handelt sich in der Regel um Gebäude mit bis zu fünf Stockwerken, in denen außer Wohnungen auch kleine Läden und Gewerbebetriebe untergebracht waren. Die heute noch weitgehend vorhandene Bausubstanz wurde in den drei Phasen 1882–1895; 1898–1907 und 1912–1918 errichtet.
Auf der Insel führten besondere Umstände dazu, das spezielle Flair des Kiezes bis auf den heutigen Tag zu bewahren. Zunächst sah der Bebauungsplan der Insel (festgesetzt in den Jahren 1884 und 1892/1893) relativ kleine Parzellen vor. Das führte dazu, dass die Häuser höchstens zwei Quergebäude und ein Hinterhaus haben. Die als Folge des Hobrecht-Plans (1862) entstandenen prekären Wohnverhältnisse der Mietskasernen anderer Berliner Arbeiterviertel mit vielen aufeinanderfolgenden Hinterhöfen ohne Licht und Luft entwickelten sich hier nicht. Der Hobrecht-Plan hatte zwar eine Bebauung der nördlichen Insel mit großen Mietskasernen vorgesehen, doch bewirkten der Ausbau der Gleisanlagen und der Widerstand des Schöneberger Ortsvorstands, dass es dazu nicht kam.
Wären die gigantomanischen Planungen von Adolf Hitler und Albert Speer der 1930er Jahre für die Umgestaltung Berlins zur Welthauptstadt Germania in ihrer Realisierung auch nur über Ansätze hinausgekommen, so wäre die Insel vermutlich als einer der ersten Berliner Kieze komplett dem Abriss anheimgefallen. Wie greifbar diese Aussicht war, zeigen nicht nur etliche erhaltene Dokumente aus Speers Behörde, in denen dieser Abriss des Bezirkes 25 bereits bis ins Detail projektiert war, sondern auch die beginnende Entmietung in den Kriegsjahren und die teilweise Erweiterung bestehender Straßenzüge. Nicht zufällig befindet sich der in diesem Zusammenhang zum Test der Untergrundfestigkeit errichtete Schwerbelastungskörper an der Tempelhofer General-Pape-Straße in unmittelbarer Nähe. Besonderen Zynismus bewies die NS-Verwaltung im Zusammenhang mit der Episode um die Arisierung des Kaufhauses Lesser (Ecke Kolonnen-/Czeminskistraße): Susette Lesser, der Witwe des Gründers, war es 1939 gelungen, einen Verkauf des Grundstücks und Geschäfts zu für die Zeitumstände günstigen finanziellen Konditionen zu arrangieren, die ihr die Emigration ermöglicht hätten. Die zuständigen Behörden untersagten den Verkauf mit der Begründung, das Gebäude werde ohnehin in kurzer Zeit abgerissen und sei daher wertlos. Frau Lesser wurde im Oktober 1941 ins Ghetto Litzmannstadt (Łódź) deportiert; über ihr weiteres Schicksal ist nichts bekannt – das Haus, das ihr Mann im Jahr 1906 erworben hatte, steht noch heute.
Auch von den Folgen der alliierten Luftangriffe während des Bombenkrieges, die Berlin 1944 und 1945 besonders hart trafen, blieb die Insel weitgehend verschont. Die kaiserzeitliche Bausubstanz ist daher größtenteils intakt erhalten geblieben, wurde jedoch in großen Teilen entstuckt. An einigen Stellen wurden Gebäude der Nachkriegsmoderne errichtet.
Schließlich bewirkte das Engagement der Bevölkerung in den 1970er und 1980er Jahren, dass die sogenannte „Kahlschlagsanierung“, die den Kiez womöglich dem Konzept der autogerechten Stadt geopfert hätte, der Insel erspart blieb: Die Bauarbeiten für die geplante Westtangente kamen nach jahrelangen Auseinandersetzungen zwischen Senat und Bevölkerung nicht über das nahegelegene Autobahnkreuz Schöneberg hinaus. Die Bürgerinitiative Westtangente, die maßgeblich an diesem Ergebnis beteiligt war, war mit ihren Mitgliedern und ihrem Büro viele Jahre in der Cheruskerstraße und in der näheren Umgebung ansässig.

### Bahnhof Südkreuz

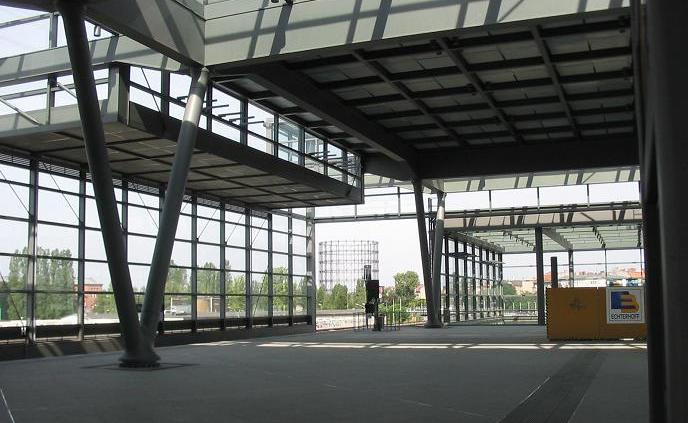
Blick vom Bahnhof Südkreuz zum Gasometer

An der Stelle des heutigen Bahnhofs Südkreuz wurde 1901 der Bahnhof Papestraße eröffnet. Trotz seiner Funktion als Kreuzungsbahnhof zwischen Ring- und Vorortbahn kam ihm über ein Jahrhundert keine herausgehobene Bedeutung im Verkehrsnetz der Stadt zu. Dies änderte sich mit der Umsetzung des Pilzkonzeptes: Unter dem Namen Bahnhof Südkreuz wurde der neu gebaute Bahnhof am 28. Mai 2006 als einer der größten hauptstädtischen Fernverkehrsbahnhöfe in Betrieb genommen.

### Schöneberger Müllverbrennungsanlage
Zwischen Gasometer und Südkreuz befanden und befinden sich zahlreiche Gewerbeanlagen. Besonders auffallend war dabei in diesem Bereich die erste Müllverbrennungsanlage Berlins. Die Schöneberger Müllverbrennungsanlage überzog in den 1920er bis in die 1940er Jahre die Umgebung mit einer Schicht aus Kohlenstaub und anderen Stoffen. Nach mehreren Umnutzungen befindet sich mittlerweile ein Betriebshof der Berliner Stadtreinigungsbetriebe auf dem ehemaligen Gelände der Anlage. Bis zum 1. August 2000 konnte man hier noch auf einem Recyclinghof Altpapier, Flaschen und andere Dinge entsorgen.

## Der Cheruskerpark

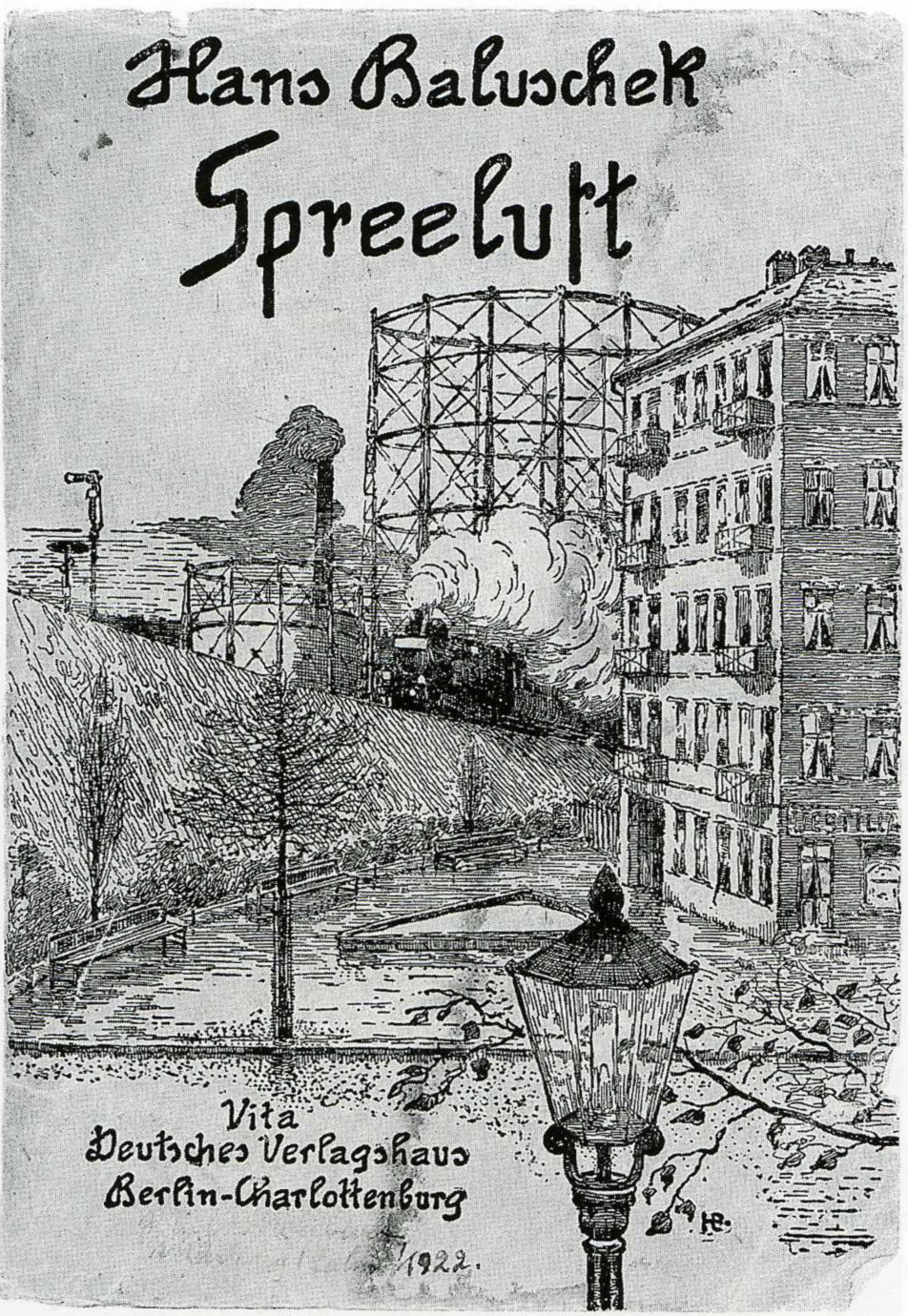
Spreeluft von Hans Baluschek.
Die Illustration auf dem Buchumschlag zeigt den Bauzustand von 1913 an der Ecke Cherusker-/Torgauer Straße, also mit noch intakter „Cheruskerkurve“.

Ursprünglich verfügte die Insel – wenn man von den Friedhofsanlagen absieht – über keine ausgedehntere Grünfläche, da die Schöneberger Gemeindeverwaltung an der Anlage einer Erholungsfläche in dem Arbeiterviertel kein vordringliches Interesse zeigte. Typisch für die Geschichte des Kiezes ist die Art und Weise, wie diesem Mangel – zumindest in gewisser Weise – abgeholfen wurde.

### Geschichte

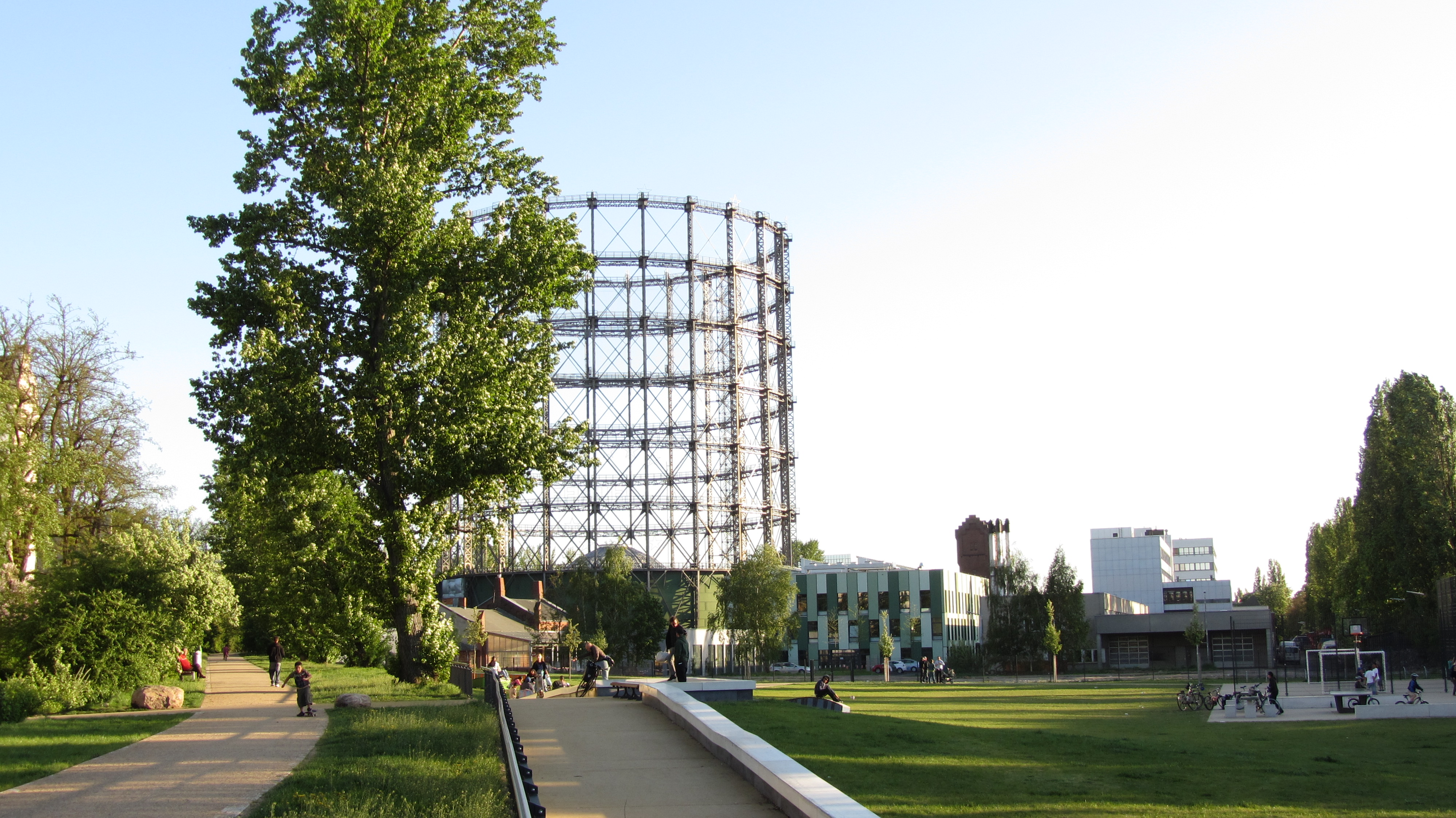
Blick von der Nordspitze mit der 2011 fertiggestellten Erweiterung von Ruhe- und Freizeit-/Sportflächen in Richtung Gasometer

Nach dem Zweiten Weltkrieg wurde die im Jahr 1944 zerstörte „Südringspitzkehre“ zum Potsdamer Ringbahnhof nicht wieder instand gesetzt. Ein Teil des Gleisdreiecks der Ringbahn, darunter die sogenannte „Cheruskerkurve“, wurde 1948 abgebaut. Auf der freigewordenen Fläche entstand, eingezwängt zwischen Gasometer, Kolonnen-, Cherusker- und Torgauer Straße, der Cheruskerpark. Diese bewusst hochtrabend klingende Bezeichnung war zunächst nur der ironisierende Spottname der ansässigen Bevölkerung für das wenig repräsentative Gelände. Im Laufe der Zeit übernahm das Bezirksamt Schöneberg diesen Namen in offiziellen Darstellungen.
Da der Park mit zunehmend schlechterer finanzieller Ausstattung Berlins in einen Zustand immer größerer Verwahrlosung geriet, mieden viele Anwohner das Gelände, das zu sehr als „Hundeklo“ und Schauplatz von Kleinkriminalität empfunden wurde, um für Jogger oder spielende Kinder attraktiv zu bleiben. Außerdem musste im Laufe der 1990er Jahre der mit Schadstoffen (Cadmium) belastete Boden abgetragen werden.
Von 2005 bis 2006 ließ das Bezirksamt umfassende Instandsetzungsarbeiten im Park vornehmen, der nun wieder vollständig der Öffentlichkeit zugänglich ist. Bereits in der Umbauphase waren Bürgerinitiativen aktiv, die sich für bzw. gegen ein Hundeverbot im wieder eröffneten Park einsetzten. Letztlich wurde ein Kompromiss umgesetzt, der etwa die Hälfte der Parkfläche für Hunde unzugänglich macht. Gleichzeitig wurde ein Hundeauslauf auf der anderen Seite der Ringbahn geschaffen.
Ob dem Park in der derzeitigen Gestalt ein langfristiges Bestehen vergönnt sein wird, ist nicht zuletzt deswegen unklar, weil es Überlegungen zur Wiedererrichtung des östlichen Astes der Cheruskerkurve gibt. Danach ist dieser Abschnitt als vierte Ausbaustufe der Planungslinie S21 vorgesehen.

### Um- und Ausbau 2013 (Schöneberger Schleife)

Entwurfsplanung des Berliner Landschaftsplanungsbüros TOPOS. West 1 ist der vorhandene Teil, West 2 und Ost, mit dem Denkmal für Julius Leber, der neue Teil (rot gestrichelt).

Für den Ausbau des Flaschenhalses, der Schöneberger Linse und der damit verbundenen Schöneberger Schleife als Gesamtkonzept zur urbanen Nutzung und als Erweiterung von Grünflächen begann im Frühjahr 2013 ein schrittweiser Abriss der Bebauung auf der Nordseite der Torgauer Straße zugunsten der Erweiterung des Parks. Die Abrissarbeiten waren im Frühsommer 2013 abgeschlossen. Anschließend wurde mit dem Abriss der auf der Südseite befindlichen Bebauung bis hin zur Wilhelm-Kabus-Straße nahe dem Bahnhof Südkreuz begonnen. Dort endet, vorerst, der Radweg aus nördlicher Richtung kommend. Bis Sommer/Herbst 2014 waren die Bauarbeiten abgeschlossen. Jetzt kann durchgehend vom Deutschen Technikmuseum am nördlichen Ende des Möckernparks über den Flaschenhals, das ehemalige Bahngelände südlich der Yorckstraße, bis zum Bahnhof Südkreuz, westlich der Ringbahn folgend in einer Schleife, nördlich in den Cheruskerpark folgend, über einen Wander- und Fahrradweg westlich der Wannseebahngleise im S-Bahn-Einschnitt bis zum Potsdamer Platz gelaufen bzw. geradelt werden. Der Weg kreuzt hierbei den Kleinen Wannseebahntunnel. Dieser Überweg wurde im März 2013 eröffnet, vorher war es nicht möglich, von der Cheruskerstraße direkt auf die den Bahngleisen gegenüberliegende Ebersstraße zu gelangen. Dieser Zugang bietet nun auch den Bewohnern des Feurigkiezes Zugang zum Park.
Mit Mitteilung des Eisenbahn-Bundesamts vom 28. März 2017 wurden mehrere Flächen an der Einmündung der Südringspitzkehre in den Südring von Bahnbetriebszwecken freigestellt. Dies betrifft u. a. Flächen zwischen Torgauer Straße und Ringbahn sowie die westliche Verbindungskurve in Richtung des Bahnhofs Schöneberg, nicht jedoch die östliche Verbindungskurve zum Bahnhof Südkreuz.

### Projekt Inselgarten 2016
Im Jahr 2016 entsteht als Projekt ein gemeinschaftlich genutzter Stadtgarten im öffentlichen Raum (Urban Gardening) an der Cheruskerstraße nahe dem S-Bahnhof Julius-Leber-Brücke. Es ist eine Initiative von Über den Tellerrand e. V., dem Lebensmittelgeschäft Bio-Insel und der Technischen Universität Berlin. Dort wird der Bau des Inselgartens in eine Lehrveranstaltung am Institut für Architektur eingebunden. Das Projekt soll sich auf die gesellschaftlichen Veränderungsprozesse auf der Roten Insel beziehen und die Anwohnenden aktiv einbeziehen.

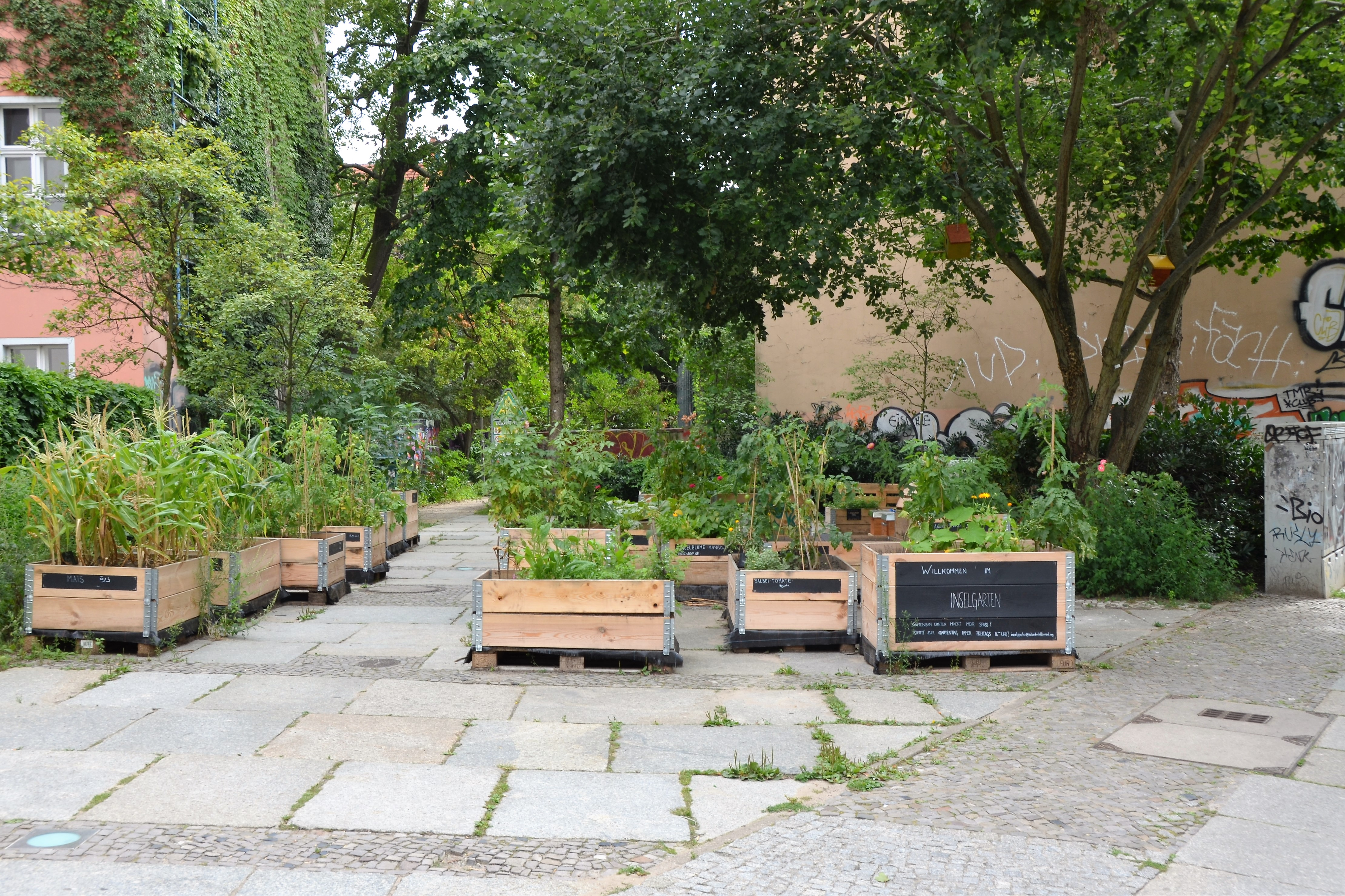
Urban Gardening im Inselgarten auf der Roten Insel, August 2016
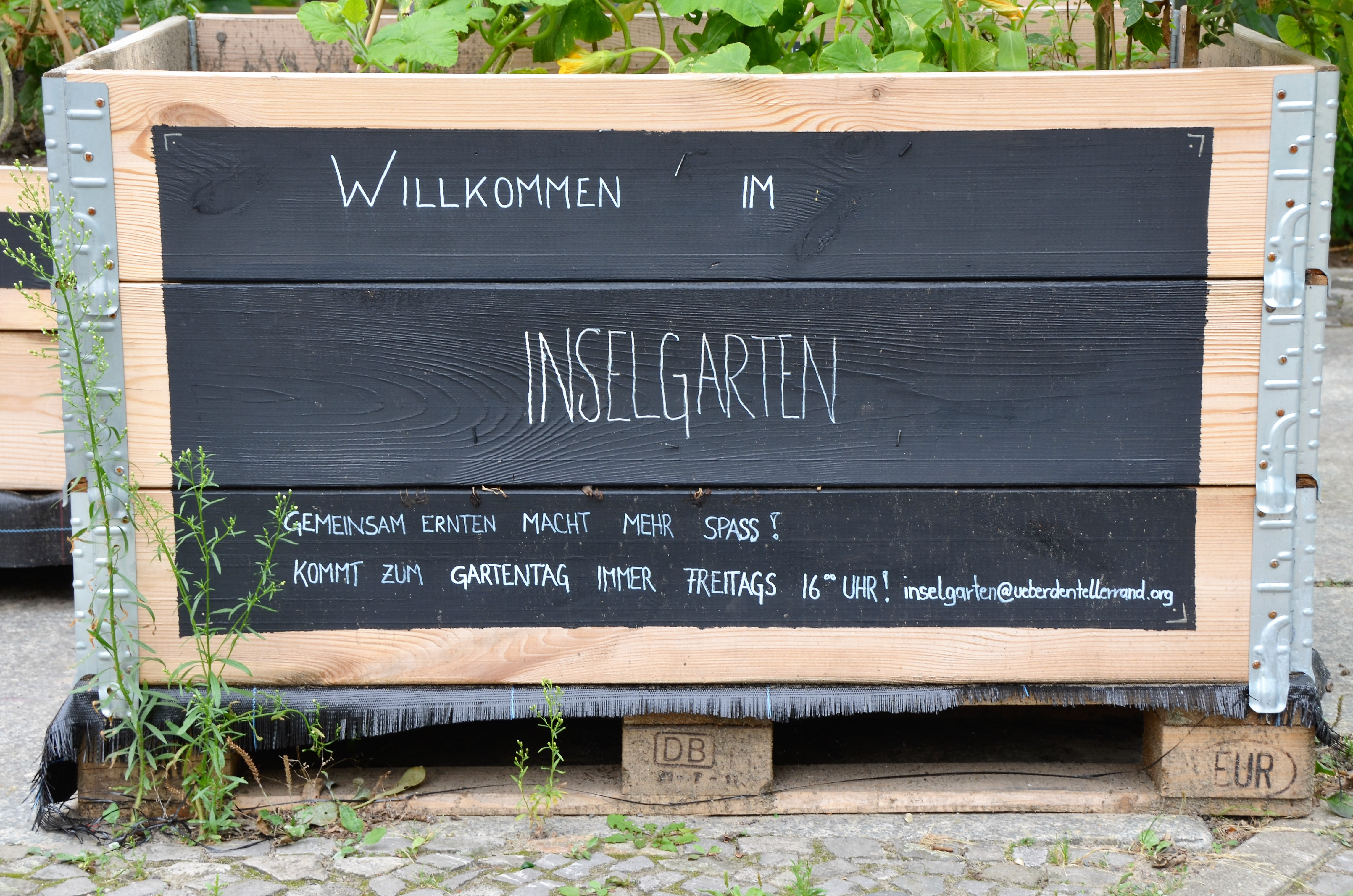
Freitags um 16 Uhr wird zum gemeinsamen Gärtnern geladen
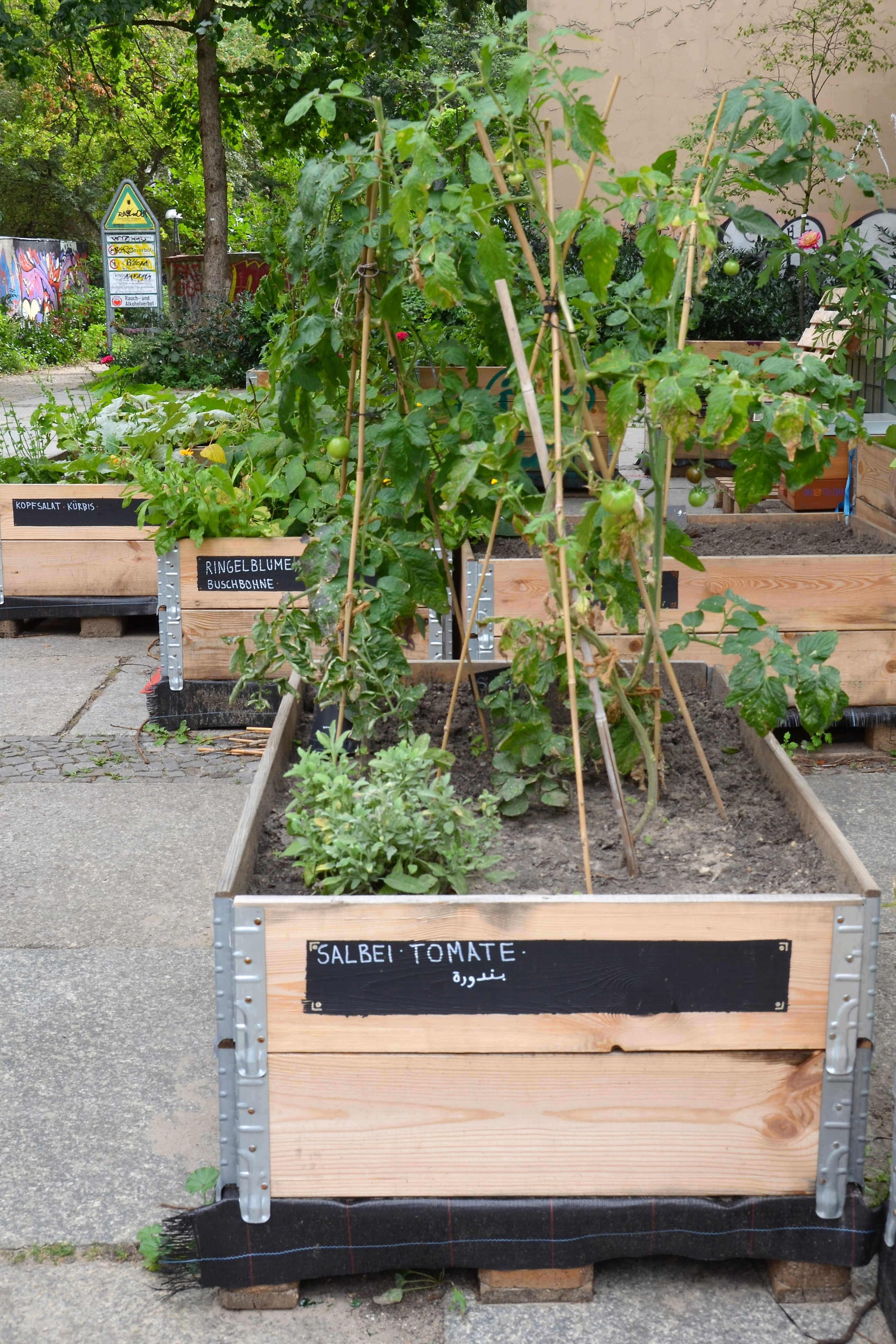
Salbei und Tomaten im Hochbeet an der Cheruskerstraße
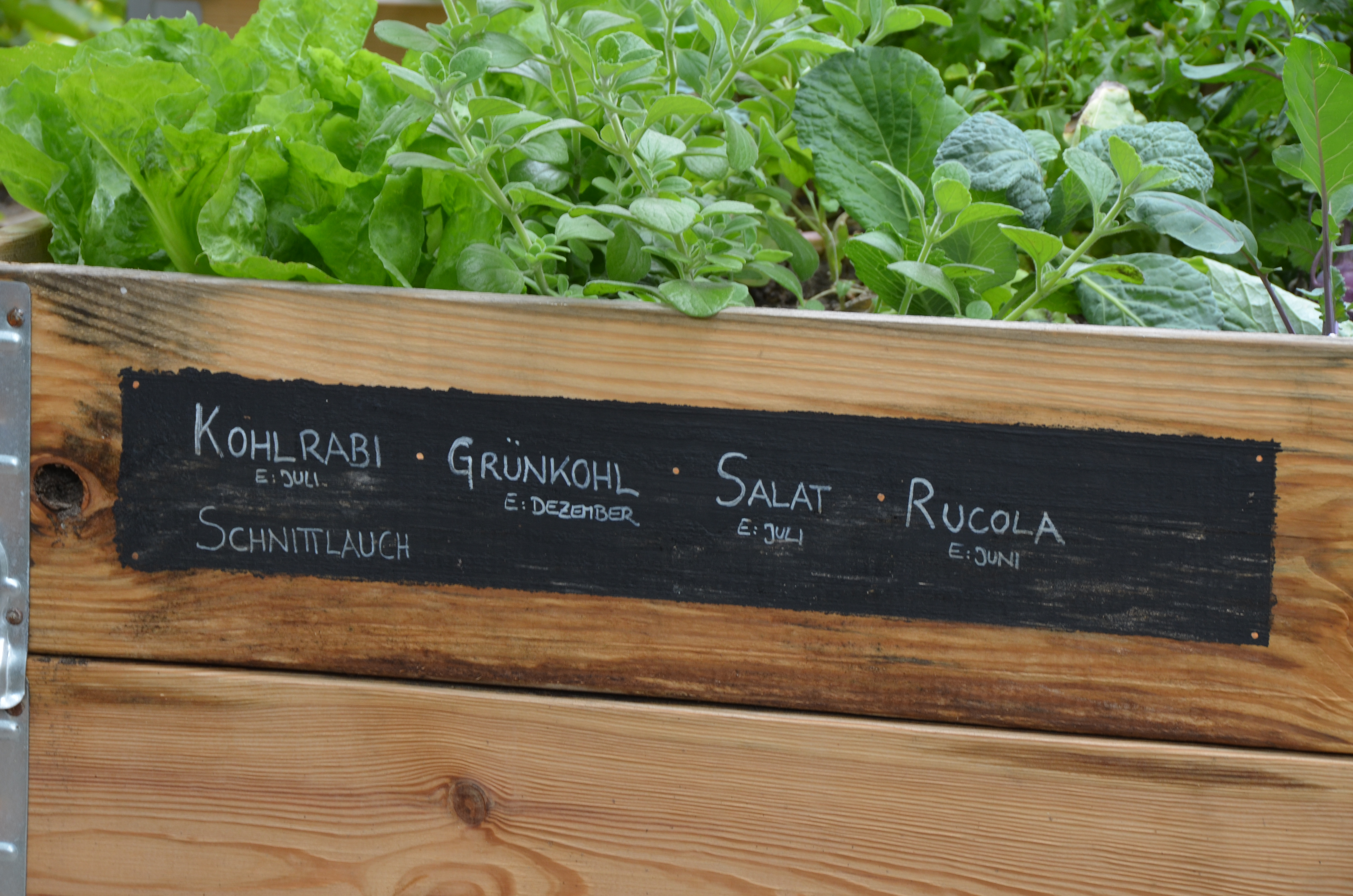
Die Schilder für die Beete sind mehrsprachig ausgezeichnet.
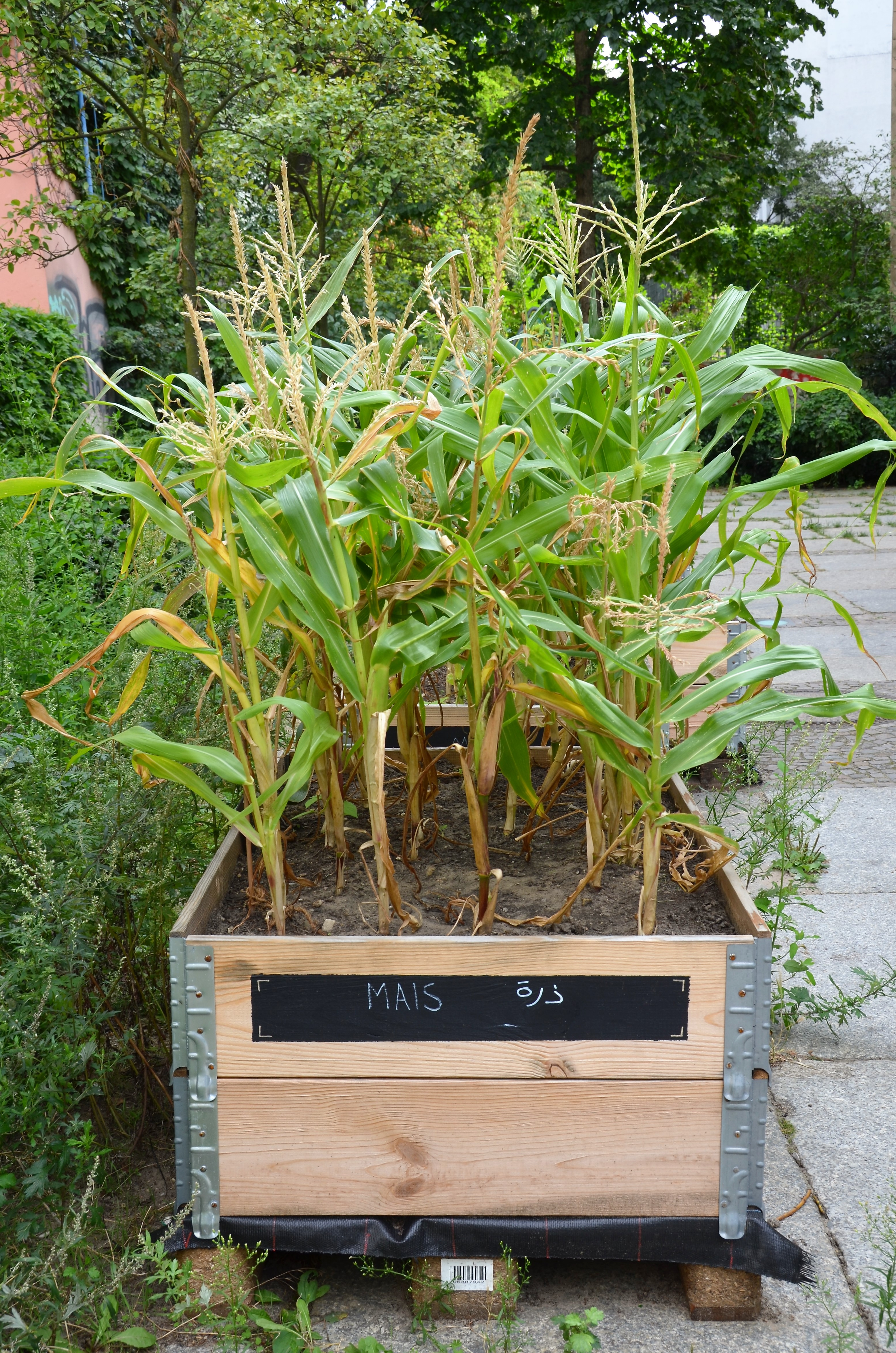
Mais im Hochbeet
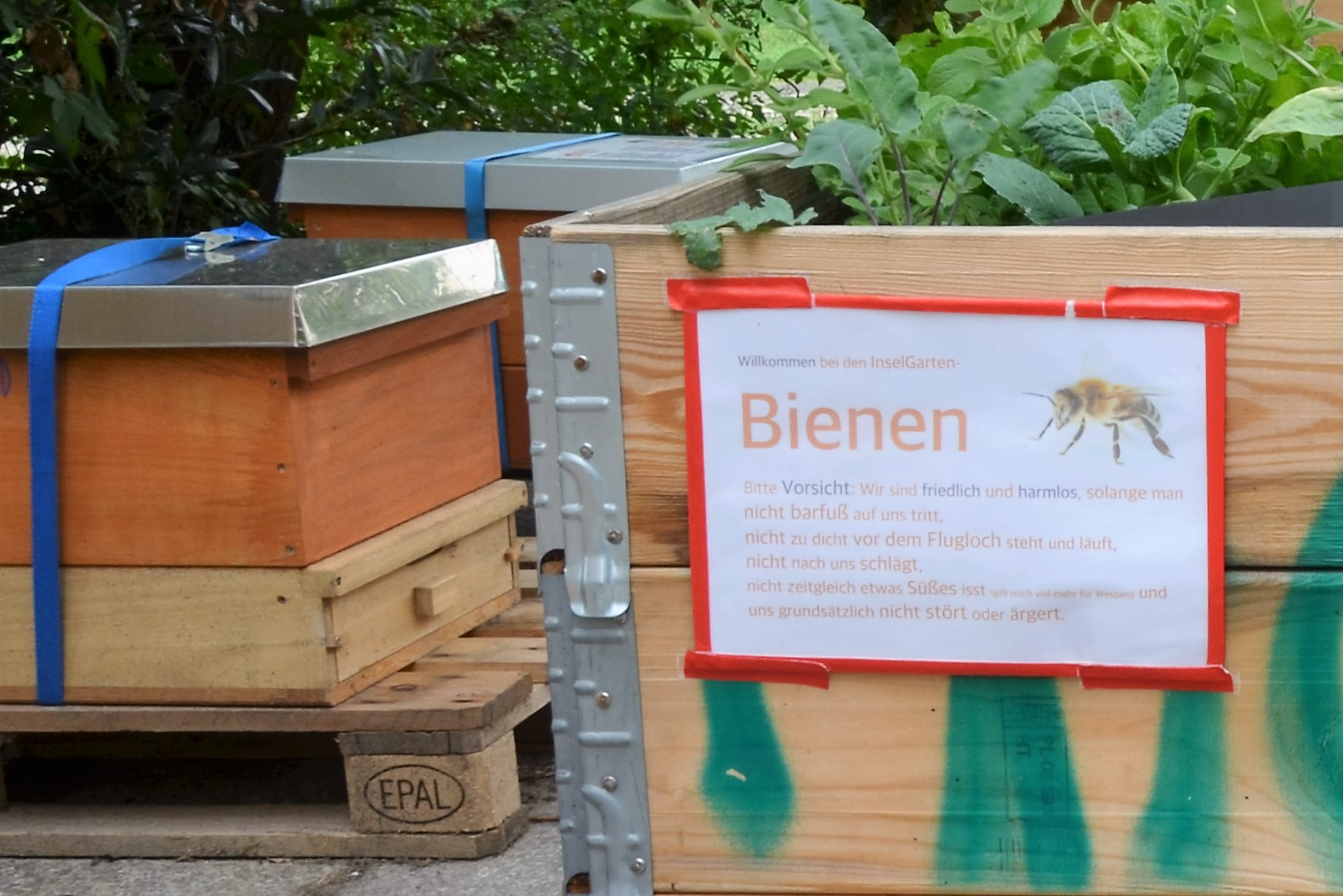
Zu dem Stadtgarten gehören auch zwei Bienenstöcke.
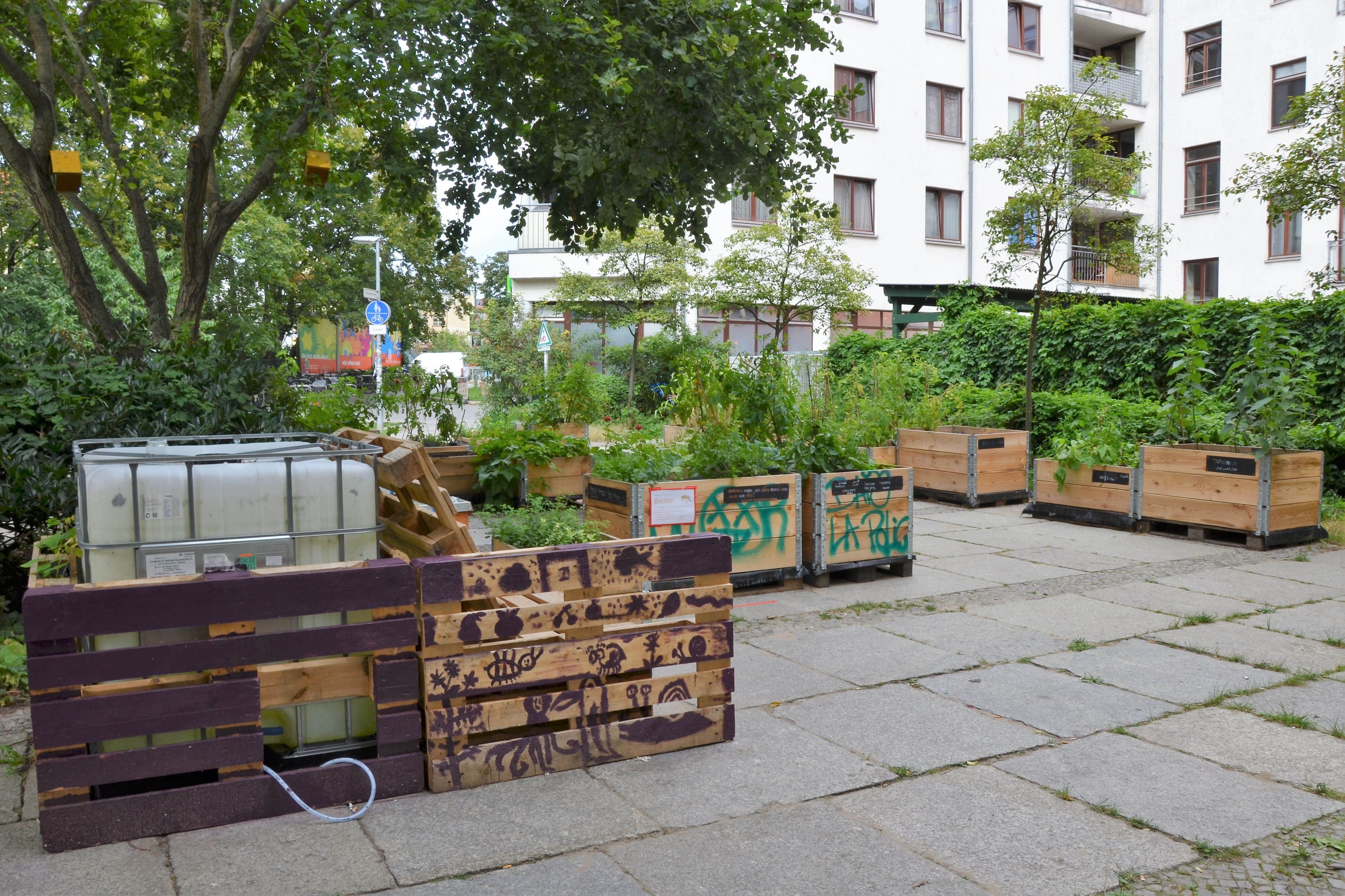
Inselgarten mit Blickrichtung S-Bahnhof Julius-Leber-Brücke

## Die Insel nach der Wiedervereinigung

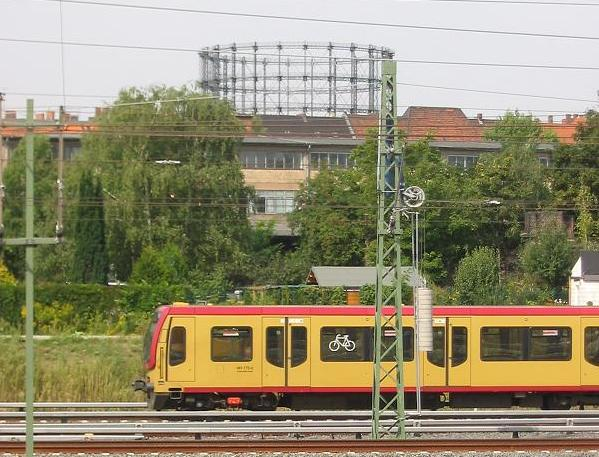
S-Bahn und Gasometer

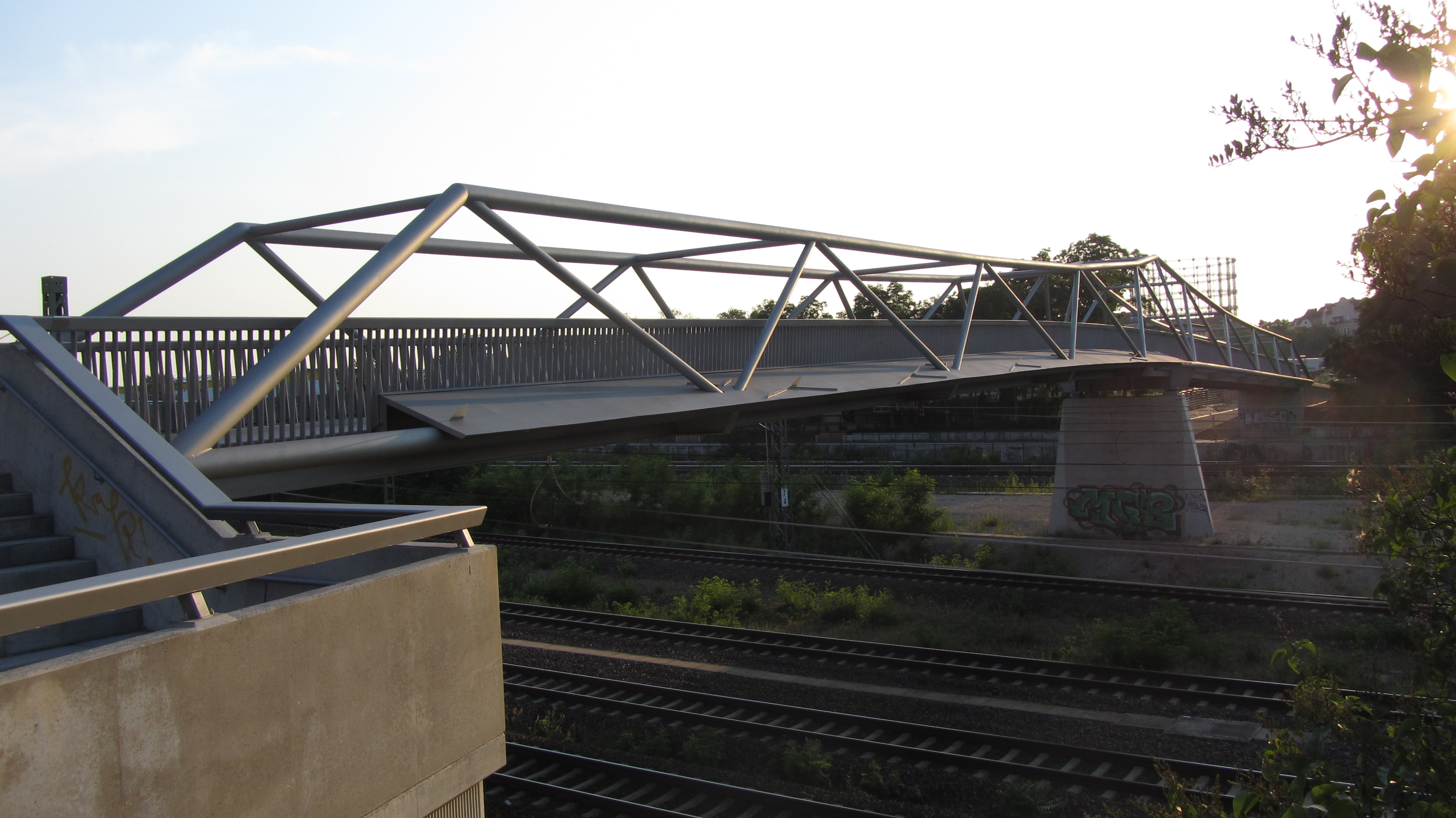
Alfred-Lion-Steg mit Gasometer im Hintergrund

Die beengten Wohnverhältnisse des 20. Jahrhunderts – bedingt durch Wohnungsknappheit, große Familien, Schlafgänger und Einquartierungen – existieren gegenwärtig nicht mehr. In der Zeit von 1920 bis 1960 hatte die Einwohnerzahl der Insel gleichmäßig um die 35.000 betragen, heute wohnen etwa 13.000 Menschen im Kiez. Der Ausländeranteil beträgt rund 20 Prozent.
Wie erwähnt befanden sich früher in der Mehrzahl der Insel-Wohnhäuser kleine Läden, Kneipen und Gewerbebetriebe, deren Zahl seit den 1980er Jahren stark zurückgegangen ist. Das ist auch eine Folge der deutschen Wiedervereinigung: Aus dem – seit 1989 bei Weitem nicht mehr so zentral gelegenen – Schöneberger Ortskern fand eine Abwanderungsbewegung in Richtung Berlin-Mitte statt; die Insel befand sich vollends in einer ungünstigen Randlage.
Für die Lebensqualität des Kiezes erwiesen sich diese Entwicklungen aber als keineswegs ausschließlich negativ. Die leerstehenden Flächen wurden und werden vielfach in einer – für Berlin ohnehin typischen – Weise als Ladenwohnungen genutzt. Der Altersdurchschnitt der Bevölkerung auf der Roten Insel ist selbst für die Situation des modernen Berlin auffallend niedrig (unter 15 % der über 60-Jährigen), denn vor allem der südliche Teil der Insel ist eine sehr kinderreiche Gegend. Hierbei fällt auch die bemerkenswert hohe Dichte an Kinderläden auf.
In ihrer politischen Grundhaltung haben sich die Rotinsulaner ihre Tradition bewahrt: Bei den Wahlen dominieren Bündnis 90/Die Grünen und die SPD (siehe die Angaben des Statistischen Landesamtes Berlin).
Im Jahr 2012 wurde die Insel für Fußgänger und Radfahrer durch den Ost-West-Grünzug über den Alfred-Lion-Steg mit dem Norden Tempelhofs verbunden. Die Anlage erfolgte im Rahmen des Stadtumbaus West (Fördergebiet Schöneberg-Südkreuz), der bis 2015 unter anderem eine großräumige Grünvernetzung des Quartiers vorsieht.

## Persönlichkeiten der Ortslage
- Marlene Dietrich, Schauspielerin und Sängerin, wurde im Haus Sedanstraße 53 (jetzt: Leberstraße 65) geboren.
- Der expressionistische Schriftsteller Paul Zech lebte von 1925 bis 1933 im Haus Naumannstraße 78 (bis 1929: Königsweg). Am Haus befindet sich eine Gedenktafel für ihn.
- Der Widerstandskämpfer Julius Leber arbeitete nach seiner Freilassung aus dem Konzentrationslager 1937 bis zu seiner erneuten Verhaftung 1944 in einer Kohlehandlung in der Torgauer Straße, die er für konspirative Aktionen nutzte. Nach ihm sind die Leberstraße und die Julius-Leber-Brücke benannt.
- Der CDU-Politiker und zweite Bundestagspräsident Hermann Ehlers wurde in der Gotenstraße 6 geboren.
- Der Bischof von Berlin Alfred Kardinal Bengsch wurde 1921 im Haus Gustav-Müller-Straße 38 geboren.
- Willi Stoph, SED-Politiker und langjähriger Vorsitzender des Ministerrats der DDR, verlebte seine Kindheit und Jugend auf der Roten Insel – seine verwitwete Mutter wohnte in der Sedanstraße 11–12 (jetzt: Leberstraße 22).[15]
- Hildegard Knef verbrachte einen großen Teil ihrer Kindheit (sie war Halbwaise) bei ihren Großeltern auf der Insel in der Sedanstraße 69 (jetzt: Leberstraße 33). Der südliche Vorplatz des Bahnhofs Südkreuz trägt ihren Namen.
- August Bebel, sozialistischer Arbeiterführer, wohnte nach 1890 in der Großgörschenstraße 22.
- Alfred Lion, der 1939 mit seinem (aus dem Bezirk Tiergarten stammenden) Jugendfreund Frank Wolff im New Yorker Exil das später weltberühmte Jazz-Label Blue Note Records gründete, wurde angeblich in der Gotenstraße 7 geboren.[16] Nach ihm wurde der Alfred-Lion-Steg benannt, der in Verlängerung der Leuthener Straße über die Gleise der Anhalter Bahn führt.
- Friedrich Naumann, liberaler Politiker und Theologe der Kaiserzeit, wohnte von 1901 bis 1906 in der Hohenfriedbergstraße 11 und 1906–1919 im Königsweg 6 (heute: Naumannstraße 24).
- Theodor Heuss, erster Bundespräsident der Bundesrepublik Deutschland, lebte während seiner Zeit als Redakteur der Zeitschrift Die Hilfe ab 1908 im dritten Geschoss des Hauses Königsweg 8 (heute: Naumannstraße 28).
- Der Maler, Grafiker und Schriftsteller Hans Baluschek fand in diesem Kiez viele Motive für seine Werke, von denen im Artikel einige abgebildet sind. Der Künstler selbst lebte einige Jahre in den nahegelegenen Ceciliengärten. Nach ihm wurde der Hans-Baluschek-Park südlich des Bahnhofs Südkreuz entlang der Eisenbahnstrecke benannt.

Geburtshaus von Marlene Dietrich in der Leberstraße 65
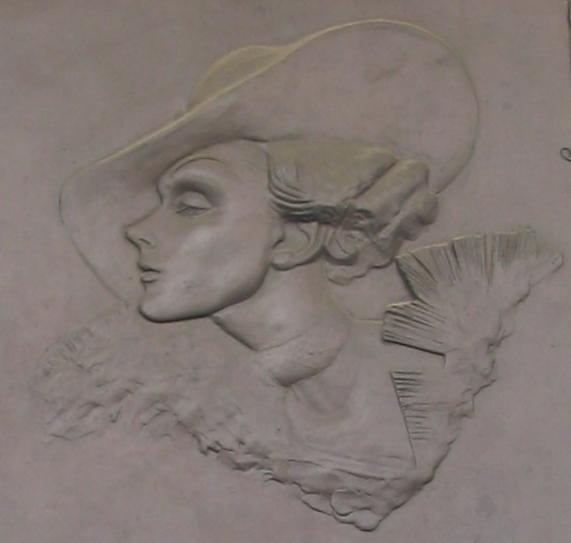
Detail der Gedenktafel am Geburtshaus von Marlene Dietrich
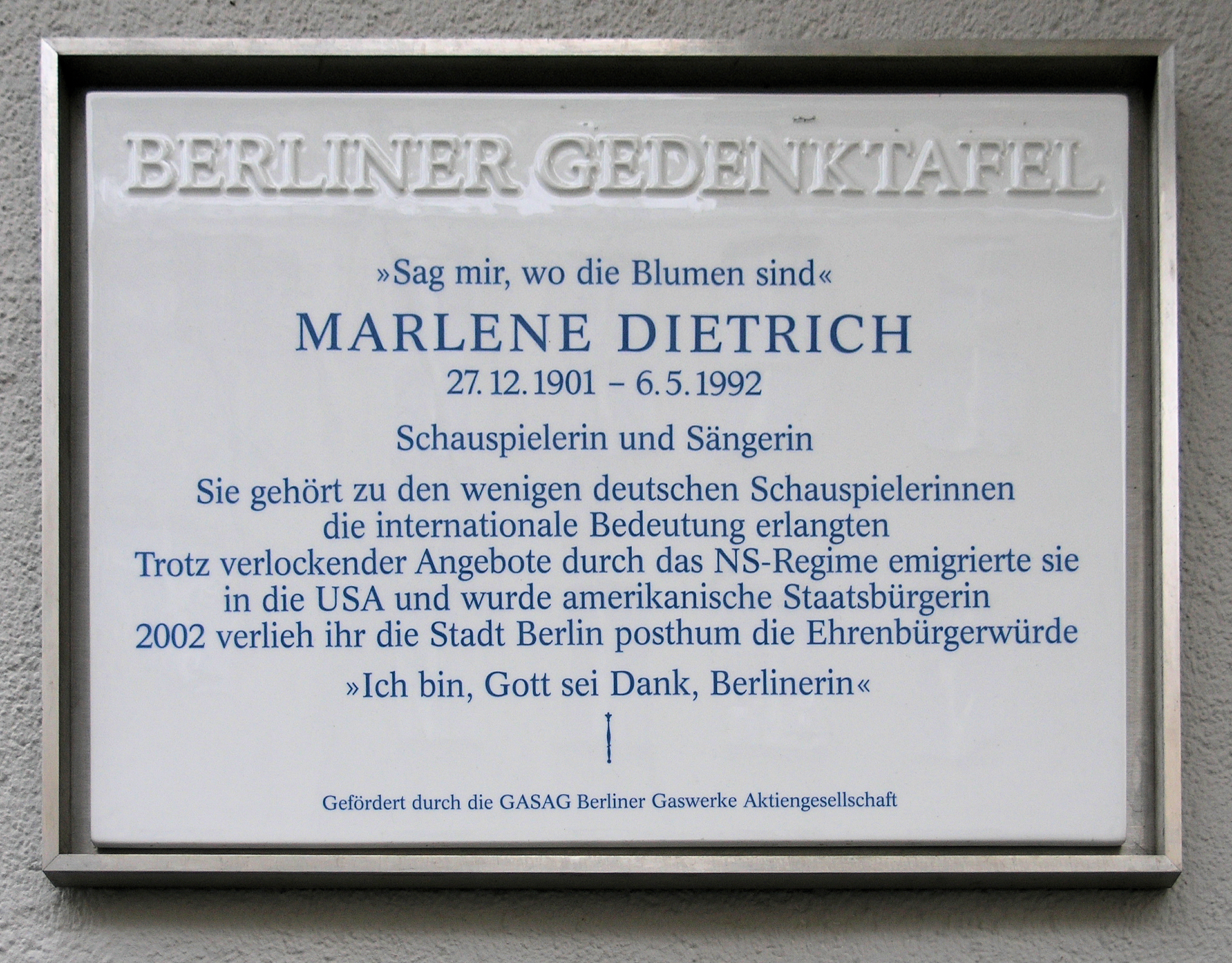
Berliner Gedenktafel für Marlene Dietrich, Leberstraße 65
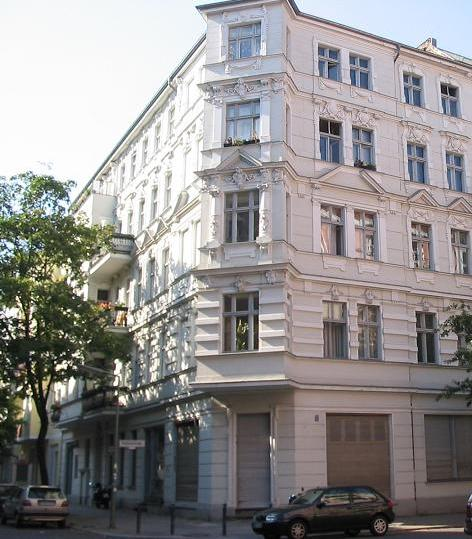
Geburtshaus von Alfred Lion in der Gotenstraße 7
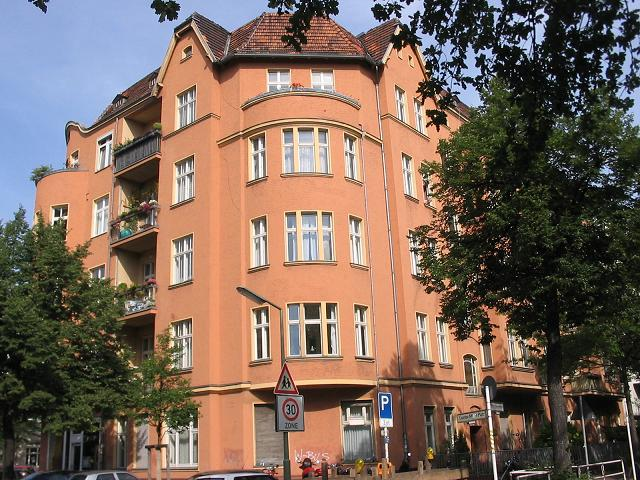
Naumannstraße 24 Ecke Gustav-Müller-Platz, Wohnhaus von Friedrich Naumann zwischen 1906 und 1919
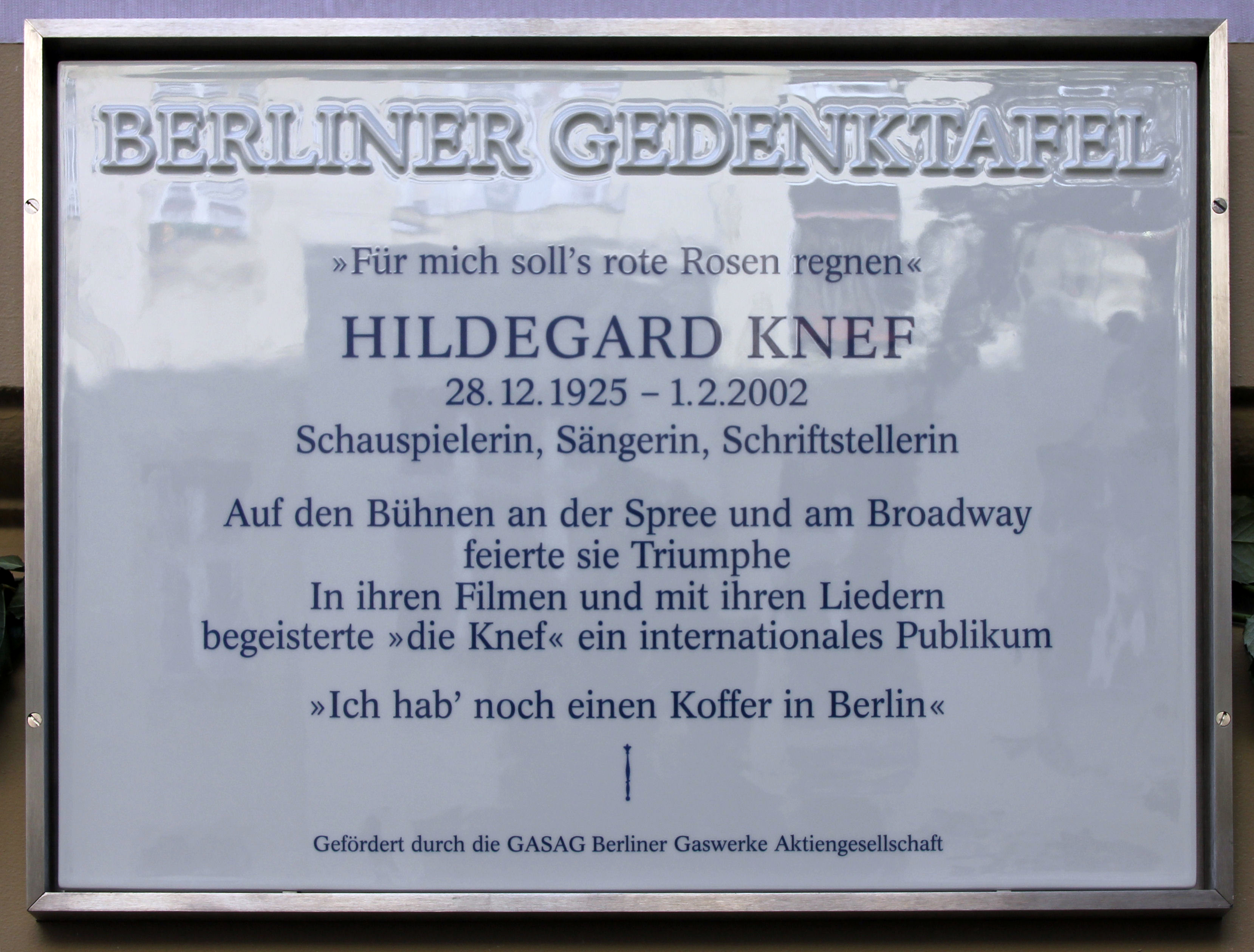
Berliner Gedenktafel für Hildegard Knef, Leberstraße 33

## Sonstiges zum Namen
- In Kroatien, dem Ort Rovinj zugehörig, gibt es eine natürliche Insel, die offiziell Rote Insel (Crveni Otok) heißt. Sie ist hier erwähnt.Mythos Rote Insel: besetztes Haus in der Mansteinstraße 10

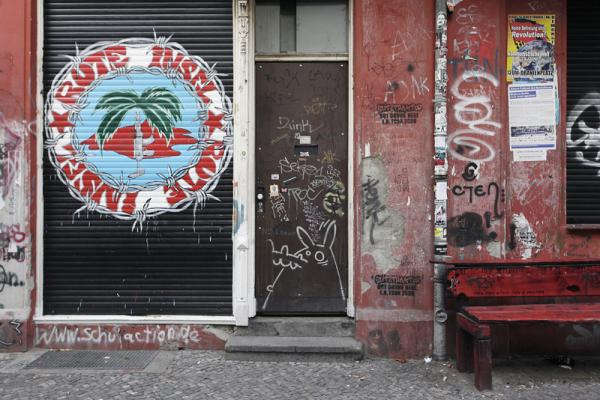
Mythos Rote Insel: besetztes Haus in der Mansteinstraße 10

- Rote Insel heißt auch das Haus Mansteinstraße 10/10a. Es wurde während des West-Berliner Häuserkampfs am 7. Januar 1981 als erstes Haus in Schöneberg besetzt. Heute hat das Haus einen Pachtvertrag und sieht sich als alternatives Wohn- und Hausprojekt. Da es einige Meter westlich des S-Bahnhofs Yorckstraße (Großgörschenstraße) steht, befindet es sich streng genommen außerhalb des Kiezes, auf dessen linke Tradition sich das Hausprojekt bis heute sehr betont bezieht.
- Ein anderer – mit dem Industriezeitalter eng verbundener – Ort heißt ebenfalls Rote Insel: Der US-Bundesstaat Rhode Island (ursprünglich niederländisch: ‚roode eiland‘).
- Der Hauptteil der Handlung des 1894 fertiggestellten Romans Die Poggenpuhls von Theodor Fontane ist in der Großgörschenstraße angesiedelt.